# 安曇野市
安曇野市（あづみのし）は、長野県中部（中信地方）にある市。

## 概要

### 地名
名称について
旧5町村域を包括する広域名称である安曇野を市名に採用したものであるが、安曇野が指し示す範囲としては明確に画定された線引きは無い。一般に、当市のほか池田町、松川村、大町市南部（旧常盤村、旧社村）、松本市の梓川地区（旧梓川村）なども含まれるとするのが有力な説である。
また振り仮名は「あづみの」であり、英称はAZUMINOと表記する。振り仮名を「あづみの」「あずみの」いずれにするかは合併協議会において議論がなされた。南安曇郡誌などでは「アズミ」は海人津見（アマツミ）の転じたものであるとされているため、あづみのが採用された。

## 地理

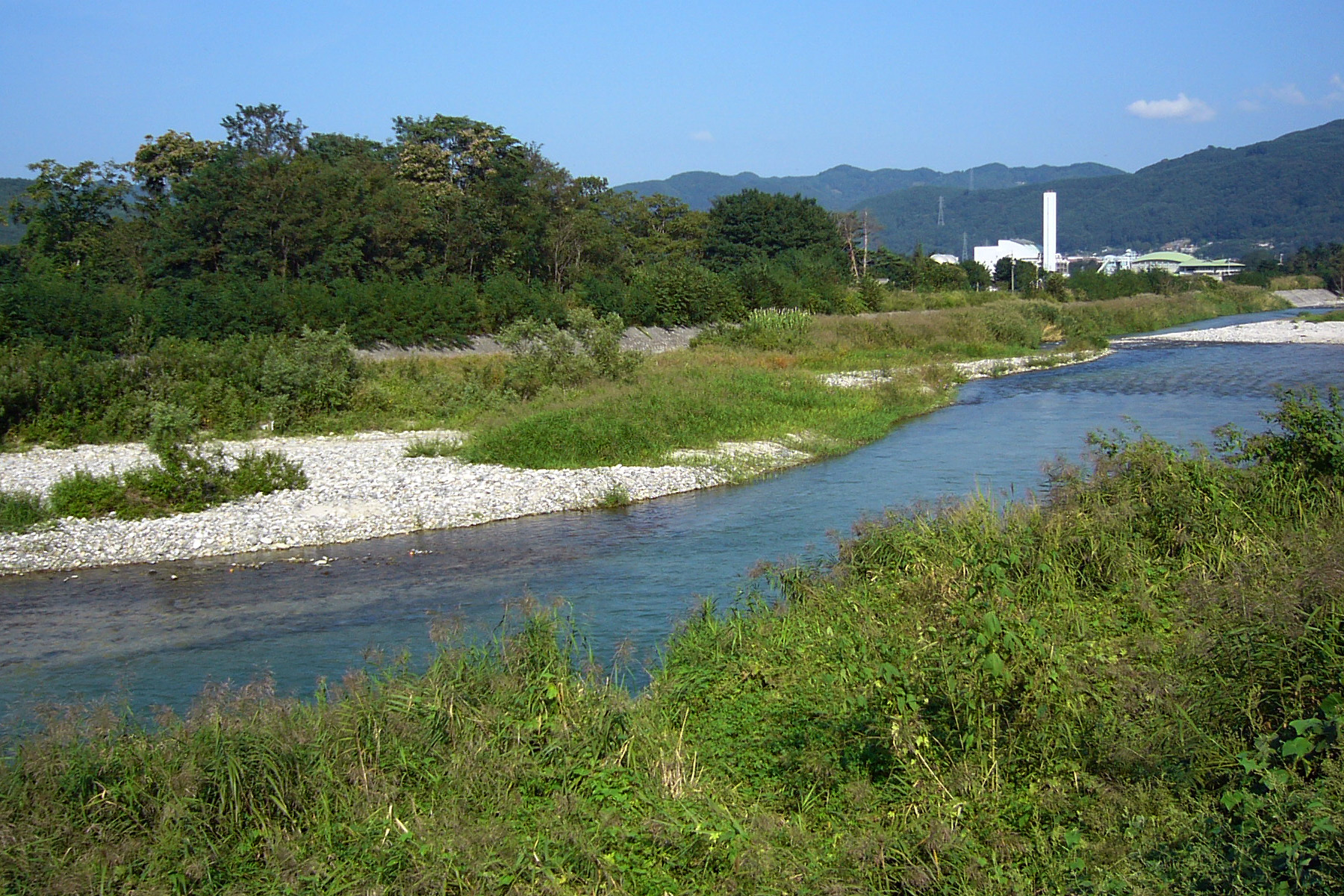
穂高川とその奥に見えるのが一般ゴミ処理施設穂高クリーンセンター

### 位置
安曇野市は長野県中央部に広がる松本盆地の北西部、梓川、烏川、黒沢川、中房川などによる複合扇状地上に位置し、全体的に清流に恵まれた地域である。扇端部には豊富な湧水がありワサビの栽培が盛んであり、日本最大規模のわさび園である大王わさび農場を市内に持つ。
市街地域の大部分を占める扇央部は河川の地表流量が減少するため、かつては耕作に不向きであったものの、拾ヶ堰をはじめとしたこの地域で堰（せぎ）と呼ばれる多くの用水路が開発され、地域全体が現在のような水田地帯となった。標高は、穂高駅と安曇野市役所で共に540m。
市の人口は9万5000人を超えており、長野県内では長野市、松本市、上田市、佐久市に次ぐ第5位の都市規模となっている。

### 地形

#### 山岳
主な山
西側（北アルプス）
- 常念岳
- 有明山
- 前常念岳
- 大天井岳
- 燕岳
- 蝶ヶ岳

東側（安曇野ひがし山）
- 光城山
- 長峰山

#### 河川
主な川
- 犀川
- 梓川
- 中房川
- 高瀬川
- 烏川
- 万水川
- 穂高川
- 黒沢川
- 会田川

堰・用水路
- 拾ヶ堰
- 矢原堰
- 新田堰
- 勘左衛門堰
- 鳥羽堰
- 新堀堰

### 地域

#### 地区
| 豊科地区   |                        |            |
| 豊科       | とよしな               | 〒399-8205 |
| 豊科高家   | とよしなたきべ         | 〒399-8204 |
| 豊科田沢   | とよしなたざわ         | 〒399-8203 |
| 豊科光     | とよしなひかる         | 〒399-8202 |
| 豊科南穂高 | とよしなみなみほたか   | 〒399-8201 |
| 穂高地区   |                        |            |
| 穂高       | ほたか                 | 〒399-8303 |
| 穂高有明   | ほたかありあけ         | 〒399-8301 |
| 穂高柏原   | ほたかかしわばら       | 〒399-8304 |
| 穂高北穂高 | ほたかきたほたか       | 〒399-8302 |
| 穂高牧     | ほたかまき             | 〒399-8305 |
| 堀金地区   |                        |            |
| 堀金烏川   | ほりがねからすがわ     | 〒399-8211 |
| 堀金三田   | ほりがねみた           | 〒399-8212 |
| 三郷地区   |                        |            |
| 三郷小倉   | みさとおぐら           | 〒399-8103 |
| 三郷明盛   | みさとめいせい         | 〒399-8101 |
| 三郷温     | みさとゆたか           | 〒399-8102 |
| 明科地区   |                        |            |
| 明科中川手 | あかしななかがわて     | 〒399-7102 |
| 明科七貴   | あかしなななき         | 〒399-7104 |
| 明科光     | あかしなひかる         | 〒399-7103 |
| 明科東川手 | あかしなひがしかわて   | 〒399-7101 |
| 明科南陸郷 | あかしなみなみりくごう | 〒399-7105 |

### 人口
- DID人口比は9.1%（2015年国勢調査）。
- 平成の大合併で新たに誕生した市のうち、既存の市を含まず郡部（町村）のみで新設された市としては日本最大の人口を誇る。

| |                                          |  |
| 安曇野市と全国の年齢別人口分布（2005年） | 安曇野市の年齢・男女別人口分布（2005年） |  |
| ■紫色 ― 安曇野市 ■緑色 ― 日本全国 | ■青色 ― 男性 ■赤色 ― 女性                |  |
| 安曇野市（に相当する地域）の人口の推移 \| 1970年（昭和45年） \| 65,690人 \| \| \| 1975年（昭和50年） \| 69,656人 \| \| \| 1980年（昭和55年） \| 75,209人 \| \| \| 1985年（昭和60年） \| 79,607人 \| \| \| 1990年（平成2年） \| 83,154人 \| \| \| 1995年（平成7年） \| 88,231人 \| \| \| 2000年（平成12年） \| 92,864人 \| \| \| 2005年（平成17年） \| 96,266人 \| \| \| 2010年（平成22年） \| 96,479人 \| \| \| 2015年（平成27年） \| 95,282人 \| \| \| 2020年（令和2年） \| 94,222人 \| \| |                                          |  |
| 総務省統計局 国勢調査より |                                          |  |
| 1970年（昭和45年） | 65,690人                                 |  |
| 1975年（昭和50年） | 69,656人                                 |  |
| 1980年（昭和55年） | 75,209人                                 |  |
| 1985年（昭和60年） | 79,607人                                 |  |
| 1990年（平成2年） | 83,154人                                 |  |
| 1995年（平成7年） | 88,231人                                 |  |
| 2000年（平成12年） | 92,864人                                 |  |
| 2005年（平成17年） | 96,266人                                 |  |
| 2010年（平成22年） | 96,479人                                 |  |
| 2015年（平成27年） | 95,282人                                 |  |
| 2020年（令和2年） | 94,222人                                 |  |

### 隣接自治体
長野県
- 松本市
- 大町市
- 北安曇郡：池田町、松川村
- 東筑摩郡：筑北村、生坂村

| 北西： 大町市     | 北： 北安曇郡池田町、松川村、東筑摩郡生坂村 | 北東： 東筑摩郡筑北村 |
| 西〜南西： 松本市 | 安曇野市                                    | 東： 松本市           |
| 西〜南西： 松本市 | 南： 松本市                                 | 南東： 松本市         |

## 気候
寒暖の差が大きく気温の年較差、日較差が大きい顕著な大陸性気候である。
| 安曇野市穂高(1991-2020)の気候 | 安曇野市穂高(1991-2020)の気候 | 安曇野市穂高(1991-2020)の気候 | 安曇野市穂高(1991-2020)の気候 | 安曇野市穂高(1991-2020)の気候 | 安曇野市穂高(1991-2020)の気候 | 安曇野市穂高(1991-2020)の気候 | 安曇野市穂高(1991-2020)の気候 | 安曇野市穂高(1991-2020)の気候 | 安曇野市穂高(1991-2020)の気候 | 安曇野市穂高(1991-2020)の気候 | 安曇野市穂高(1991-2020)の気候 | 安曇野市穂高(1991-2020)の気候 | 安曇野市穂高(1991-2020)の気候 |
| 月                            | 1月                           | 2月                           | 3月                           | 4月                           | 5月                           | 6月                           | 7月                           | 8月                           | 9月                           | 10月                          | 11月                          | 12月                          | 年                            |
| ----------------------------- | ----------------------------- | ----------------------------- | ----------------------------- | ----------------------------- | ----------------------------- | ----------------------------- | ----------------------------- | ----------------------------- | ----------------------------- | ----------------------------- | ----------------------------- | ----------------------------- | ----------------------------- |
| 最高気温記録 °C （°F）        | 17.9 (64.2)                   | 20.6 (69.1)                   | 25.1 (77.2)                   | 31.0 (87.8)                   | 34.5 (94.1)                   | 37.7 (99.9)                   | 37.8 (100)                    | 37.7 (99.9)                   | 36.1 (97)                     | 29.8 (85.6)                   | 24.8 (76.6)                   | 20.4 (68.7)                   | 37.8 (100)                    |
| 平均最高気温 °C （°F）        | 4.3 (39.7)                    | 5.8 (42.4)                    | 10.7 (51.3)                   | 17.8 (64)                     | 23.4 (74.1)                   | 26.1 (79)                     | 29.6 (85.3)                   | 31.1 (88)                     | 25.9 (78.6)                   | 19.5 (67.1)                   | 13.5 (56.3)                   | 7.3 (45.1)                    | 17.9 (64.2)                   |
| 日平均気温 °C （°F）          | −0.8 (30.6)                   | 0.1 (32.2)                    | 4.1 (39.4)                    | 10.4 (50.7)                   | 16.2 (61.2)                   | 20.0 (68)                     | 23.8 (74.8)                   | 24.7 (76.5)                   | 20.2 (68.4)                   | 13.6 (56.5)                   | 7.2 (45)                      | 1.9 (35.4)                    | 11.8 (53.2)                   |
| 平均最低気温 °C （°F）        | −5.3 (22.5)                   | −5.0 (23)                     | −1.4 (29.5)                   | 3.8 (38.8)                    | 9.9 (49.8)                    | 15.1 (59.2)                   | 19.5 (67.1)                   | 20.2 (68.4)                   | 15.9 (60.6)                   | 8.9 (48)                      | 2.1 (35.8)                    | −2.5 (27.5)                   | 6.8 (44.2)                    |
| 最低気温記録 °C （°F）        | −16.7 (1.9)                   | −17.1 (1.2)                   | −12.8 (9)                     | −7.5 (18.5)                   | −0.5 (31.1)                   | 5.7 (42.3)                    | 12.0 (53.6)                   | 10.9 (51.6)                   | 3.8 (38.8)                    | −1.8 (28.8)                   | −6.2 (20.8)                   | −14.2 (6.4)                   | −17.1 (1.2)                   |
| 降水量 mm （inch）            | 45.4 (1.787)                  | 45.5 (1.791)                  | 83.8 (3.299)                  | 83.5 (3.287)                  | 95.6 (3.764)                  | 123.7 (4.87)                  | 145.5 (5.728)                 | 106.7 (4.201)                 | 155.8 (6.134)                 | 126.6 (4.984)                 | 58.4 (2.299)                  | 38.2 (1.504)                  | 1,108.7 (43.65)               |
| 平均月間日照時間              | 139.9                         | 148.3                         | 172.1                         | 193.9                         | 201.6                         | 149.0                         | 151.2                         | 184.3                         | 131.4                         | 137.1                         | 135.2                         | 130.2                         | 1,874.1                       |
| 出典：気象庁                  |                               |                               |                               |                               |                               |                               |                               |                               |                               |                               |                               |                               |                               |

## 歴史

### 現代
平成時代
- 2005年（平成17年）10月1日 - 南安曇郡豊科町・穂高町・堀金村・三郷村・東筑摩郡明科町が新設合併して発足。これにより南安曇郡が消滅。
  - 暫定措置として、市庁舎は分庁方式・総合支所方式を採用。本庁方式に移行した後の新市庁舎の位置や財政計画などが未決定のまま合併が行われた。
- 2015年（平成27年）5月7日 - 新本庁舎開庁。市内9か所に分散していた本庁機能が集約された。

### 市域の変遷
現在の安曇野市の市域は筑摩郡の北部のごく一部、安曇郡の中南部にあたる。明治12年（1879年）1月4日の郡区町村編制法施行時に筑摩郡は東筑摩郡、安曇郡は南安曇郡の大部分および北安曇郡の一部となった。安曇野市発足前については各郡および各町村の項目を参照されたい。
| 旧所属郡 | 明治以前       | 明治以前   | 明治初年 - 明治11年           | 明治12年 - 明治22年              | 明治22年 4月1日 町村制施行 | 明治22年 - 昭和19年            | 昭和20年 - 昭和64年            | 昭和20年 - 昭和64年         | 昭和20年 - 昭和64年          | 平成元年 - 現在          | 現在     |
| -------- | -------------- | ---------- | ----------------------------- | -------------------------------- | -------------------------- | ------------------------------ | ------------------------------ | --------------------------- | ---------------------------- | ------------------------ | -------- |
| 北安曇郡 | 寺村           | 一部       | 明治8年2月18日 陸郷村         | 陸郷村                           | 陸郷村 の一部              | 陸郷村の一部                   | 陸郷村の一部                   | 陸郷村の一部                | 昭和32年4月1日 明科町に編入  | 平成17年10月1日 安曇野市 | 安曇野市 |
| 北安曇郡 | 小泉村         |            | 明治8年2月18日 陸郷村         | 陸郷村                           | 陸郷村 の一部              | 陸郷村の一部                   | 陸郷村の一部                   | 陸郷村の一部                | 昭和32年4月1日 明科町に編入  | 平成17年10月1日 安曇野市 | 安曇野市 |
| 北安曇郡 | 中村           |            | 明治8年2月18日 陸郷村         | 陸郷村                           | 陸郷村 の一部              | 陸郷村の一部                   | 陸郷村の一部                   | 陸郷村の一部                | 昭和32年4月1日 明科町に編入  | 平成17年10月1日 安曇野市 | 安曇野市 |
| 北安曇郡 | 押野村         | 押野村     | 明治8年2月18日 七貴村の大部分 | 七貴村                           | 七貴村                     | 七貴村                         | 七貴村                         | 七貴村                      | 昭和31年9月30日 明科町       | 平成17年10月1日 安曇野市 | 安曇野市 |
| 北安曇郡 | 塩川原村       |            | 明治8年2月18日 七貴村の大部分 | 七貴村                           | 七貴村                     | 七貴村                         | 七貴村                         | 七貴村                      | 昭和31年9月30日 明科町       | 平成17年10月1日 安曇野市 | 安曇野市 |
| 北安曇郡 | 荻原村         |            | 明治8年2月18日 七貴村の大部分 | 七貴村                           | 七貴村                     | 七貴村                         | 七貴村                         | 七貴村                      | 昭和31年9月30日 明科町       | 平成17年10月1日 安曇野市 | 安曇野市 |
| 北安曇郡 | 荻原新田村     |            | 明治8年2月18日 七貴村の大部分 | 七貴村                           | 七貴村                     | 七貴村                         | 七貴村                         | 七貴村                      | 昭和31年9月30日 明科町       | 平成17年10月1日 安曇野市 | 安曇野市 |
| 東筑摩郡 | 上生野村       | 上生野村   | 明治8年1月23日 東川手村       | 東川手村                         | 東川手村                   | 東川手村                       | 東川手村                       | 昭和30年4月1日 明科町       | 昭和31年9月30日 明科町       | 平成17年10月1日 安曇野市 | 安曇野市 |
| 東筑摩郡 | 潮村           |            | 明治8年1月23日 東川手村       | 東川手村                         | 東川手村                   | 東川手村                       | 東川手村                       | 昭和30年4月1日 明科町       | 昭和31年9月30日 明科町       | 平成17年10月1日 安曇野市 | 安曇野市 |
| 東筑摩郡 | 潮山中村       |            | 明治8年1月23日 東川手村       | 東川手村                         | 東川手村                   | 東川手村                       | 東川手村                       | 昭和30年4月1日 明科町       | 昭和31年9月30日 明科町       | 平成17年10月1日 安曇野市 | 安曇野市 |
| 東筑摩郡 | 潮沢村         |            | 明治8年1月23日 東川手村       | 東川手村                         | 東川手村                   | 東川手村                       | 東川手村                       | 昭和30年4月1日 明科町       | 昭和31年9月30日 明科町       | 平成17年10月1日 安曇野市 | 安曇野市 |
| 東筑摩郡 | 塔原村         | 塔原村     | 明治8年1月23日 中川手村       | 中川手村                         | 中川手村                   | 中川手村                       | 中川手村                       | 昭和30年4月1日 明科町       | 昭和31年9月30日 明科町       | 平成17年10月1日 安曇野市 | 安曇野市 |
| 東筑摩郡 | 明科村         |            | 明治8年1月23日 中川手村       | 中川手村                         | 中川手村                   | 中川手村                       | 中川手村                       | 昭和30年4月1日 明科町       | 昭和31年9月30日 明科町       | 平成17年10月1日 安曇野市 | 安曇野市 |
| 東筑摩郡 | 大足村         |            | 明治8年1月23日 中川手村       | 中川手村                         | 中川手村                   | 中川手村                       | 中川手村                       | 昭和30年4月1日 明科町       | 昭和31年9月30日 明科町       | 平成17年10月1日 安曇野市 | 安曇野市 |
| 東筑摩郡 | 光村           | 一部       | 明治8年1月23日 上川手村       | 上川手村                         | 上川手村                   | 上川手村                       | 昭和30年1月15日 中川手村に編入 | 昭和30年4月1日 明科町       | 昭和31年9月30日 明科町       | 平成17年10月1日 安曇野市 | 安曇野市 |
| 東筑摩郡 | 光村           | 一部       | 明治8年1月23日 上川手村       | 上川手村                         | 上川手村                   | 上川手村                       | 昭和30年1月15日 豊科町         | 昭和30年1月15日 豊科町      | 昭和30年1月15日 豊科町       | 平成17年10月1日 安曇野市 | 安曇野市 |
| 東筑摩郡 | 田沢村         |            | 明治8年1月23日 上川手村       | 上川手村                         | 上川手村                   | 上川手村                       | 昭和30年1月15日 豊科町         | 昭和30年1月15日 豊科町      | 昭和30年1月15日 豊科町       | 平成17年10月1日 安曇野市 | 安曇野市 |
| 南安曇郡 | 上鳥羽村       | 上鳥羽村   | 明治7年10月25日 豊科村        | 豊科村                           | 豊科村                     | 大正4年4月1日 町制 豊科町      | 昭和30年1月15日 豊科町         | 昭和30年1月15日 豊科町      | 昭和30年1月15日 豊科町       | 平成17年10月1日 安曇野市 | 安曇野市 |
| 南安曇郡 | 下鳥羽村       |            | 明治7年10月25日 豊科村        | 豊科村                           | 豊科村                     | 大正4年4月1日 町制 豊科町      | 昭和30年1月15日 豊科町         | 昭和30年1月15日 豊科町      | 昭和30年1月15日 豊科町       | 平成17年10月1日 安曇野市 | 安曇野市 |
| 南安曇郡 | 本村           |            | 明治7年10月25日 豊科村        | 豊科村                           | 豊科村                     | 大正4年4月1日 町制 豊科町      | 昭和30年1月15日 豊科町         | 昭和30年1月15日 豊科町      | 昭和30年1月15日 豊科町       | 平成17年10月1日 安曇野市 | 安曇野市 |
| 南安曇郡 | 成相町村       |            | 明治7年10月25日 豊科村        | 豊科村                           | 豊科村                     | 大正4年4月1日 町制 豊科町      | 昭和30年1月15日 豊科町         | 昭和30年1月15日 豊科町      | 昭和30年1月15日 豊科町       | 平成17年10月1日 安曇野市 | 安曇野市 |
| 南安曇郡 | 成相新田村     |            | 明治7年10月25日 豊科村        | 豊科村                           | 豊科村                     | 大正4年4月1日 町制 豊科町      | 昭和30年1月15日 豊科町         | 昭和30年1月15日 豊科町      | 昭和30年1月15日 豊科町       | 平成17年10月1日 安曇野市 | 安曇野市 |
| 南安曇郡 | 吉野村         |            | 明治7年10月25日 豊科村        | 豊科村                           | 豊科村                     | 大正4年4月1日 町制 豊科町      | 昭和30年1月15日 豊科町         | 昭和30年1月15日 豊科町      | 昭和30年1月15日 豊科町       | 平成17年10月1日 安曇野市 | 安曇野市 |
| 南安曇郡 | 寺所村         | 寺所村     | 明治7年10月25日 南穂高村      | 南穂高村                         | 南穂高村                   | 南穂高村                       | 昭和30年1月15日 豊科町         | 昭和30年1月15日 豊科町      | 昭和30年1月15日 豊科町       | 平成17年10月1日 安曇野市 | 安曇野市 |
| 南安曇郡 | 踏入村         |            | 明治7年10月25日 南穂高村      | 南穂高村                         | 南穂高村                   | 南穂高村                       | 昭和30年1月15日 豊科町         | 昭和30年1月15日 豊科町      | 昭和30年1月15日 豊科町       | 平成17年10月1日 安曇野市 | 安曇野市 |
| 南安曇郡 | 細萱村         |            | 明治7年10月25日 南穂高村      | 南穂高村                         | 南穂高村                   | 南穂高村                       | 昭和30年1月15日 豊科町         | 昭和30年1月15日 豊科町      | 昭和30年1月15日 豊科町       | 平成17年10月1日 安曇野市 | 安曇野市 |
| 南安曇郡 | 重柳村         |            | 明治7年10月25日 南穂高村      | 南穂高村                         | 南穂高村                   | 南穂高村                       | 昭和30年1月15日 豊科町         | 昭和30年1月15日 豊科町      | 昭和30年1月15日 豊科町       | 平成17年10月1日 安曇野市 | 安曇野市 |
| 南安曇郡 | 小海渡村       | 小海渡村   | 明治7年10月25日 高家村        | 高家村                           | 高家村                     | 高家村                         | 昭和30年1月15日 豊科町         | 昭和30年1月15日 豊科町      | 昭和30年1月15日 豊科町       | 平成17年10月1日 安曇野市 | 安曇野市 |
| 南安曇郡 | 熊倉村         |            | 明治7年10月25日 高家村        | 高家村                           | 高家村                     | 高家村                         | 昭和30年1月15日 豊科町         | 昭和30年1月15日 豊科町      | 昭和30年1月15日 豊科町       | 平成17年10月1日 安曇野市 | 安曇野市 |
| 南安曇郡 | 真々部村       |            | 明治7年10月25日 高家村        | 高家村                           | 高家村                     | 高家村                         | 昭和30年1月15日 豊科町         | 昭和30年1月15日 豊科町      | 昭和30年1月15日 豊科町       | 平成17年10月1日 安曇野市 | 安曇野市 |
| 南安曇郡 | 中曽根村       |            | 明治7年10月25日 高家村        | 高家村                           | 高家村                     | 高家村                         | 昭和30年1月15日 豊科町         | 昭和30年1月15日 豊科町      | 昭和30年1月15日 豊科町       | 平成17年10月1日 安曇野市 | 安曇野市 |
| 南安曇郡 | 飯田村         |            | 明治7年10月25日 高家村        | 高家村                           | 高家村                     | 高家村                         | 昭和30年1月15日 豊科町         | 昭和30年1月15日 豊科町      | 昭和30年1月15日 豊科町       | 平成17年10月1日 安曇野市 | 安曇野市 |
| 東筑摩郡 | 刈谷原町村     | 一部       | 明治8年1月23日 刈谷原村の一部 | 明治14年5月18日 刈谷原町村の一部 | 錦部村 の一部              | 錦部村の一部                   | 錦部村の一部                   | 昭和30年4月1日 四賀村の一部 | 昭和30年9月25日 豊科町に編入 | 平成17年10月1日 安曇野市 | 安曇野市 |
| 南安曇郡 | 保高町村       | 保高町村   | 明治7年10月25日 東穂高村      | 東穂高村                         | 東穂高村                   | 大正10年7月1日 町制改称 穂高町 | 昭和29年11月3日 穂高町         | 昭和29年11月3日 穂高町      | 昭和29年11月3日 穂高町       | 平成17年10月1日 安曇野市 | 安曇野市 |
| 南安曇郡 | 保高村         |            | 明治7年10月25日 東穂高村      | 東穂高村                         | 東穂高村                   | 大正10年7月1日 町制改称 穂高町 | 昭和29年11月3日 穂高町         | 昭和29年11月3日 穂高町      | 昭和29年11月3日 穂高町       | 平成17年10月1日 安曇野市 | 安曇野市 |
| 南安曇郡 | 矢原村         |            | 明治7年10月25日 東穂高村      | 東穂高村                         | 東穂高村                   | 大正10年7月1日 町制改称 穂高町 | 昭和29年11月3日 穂高町         | 昭和29年11月3日 穂高町      | 昭和29年11月3日 穂高町       | 平成17年10月1日 安曇野市 | 安曇野市 |
| 南安曇郡 | 白金村         |            | 明治7年10月25日 東穂高村      | 東穂高村                         | 東穂高村                   | 大正10年7月1日 町制改称 穂高町 | 昭和29年11月3日 穂高町         | 昭和29年11月3日 穂高町      | 昭和29年11月3日 穂高町       | 平成17年10月1日 安曇野市 | 安曇野市 |
| 南安曇郡 | 貝梅村         |            | 明治7年10月25日 東穂高村      | 東穂高村                         | 東穂高村                   | 大正10年7月1日 町制改称 穂高町 | 昭和29年11月3日 穂高町         | 昭和29年11月3日 穂高町      | 昭和29年11月3日 穂高町       | 平成17年10月1日 安曇野市 | 安曇野市 |
| 南安曇郡 | 等々力町村     |            | 明治7年10月25日 東穂高村      | 東穂高村                         | 東穂高村                   | 大正10年7月1日 町制改称 穂高町 | 昭和29年11月3日 穂高町         | 昭和29年11月3日 穂高町      | 昭和29年11月3日 穂高町       | 平成17年10月1日 安曇野市 | 安曇野市 |
| 南安曇郡 | 等々力村       |            | 明治7年10月25日 東穂高村      | 東穂高村                         | 東穂高村                   | 大正10年7月1日 町制改称 穂高町 | 昭和29年11月3日 穂高町         | 昭和29年11月3日 穂高町      | 昭和29年11月3日 穂高町       | 平成17年10月1日 安曇野市 | 安曇野市 |
| 南安曇郡 | 柏原村         | 柏原村     | 明治7年10月25日 西穂高村      | 明治13年8月25日 柏原村           | 西穂高村                   | 西穂高村                       | 昭和29年11月3日 穂高町         | 昭和29年11月3日 穂高町      | 昭和29年11月3日 穂高町       | 平成17年10月1日 安曇野市 | 安曇野市 |
| 南安曇郡 | 牧村           | 牧村       | 明治7年10月25日 西穂高村      | 明治13年8月25日 牧村             | 西穂高村                   | 西穂高村                       | 昭和29年11月3日 穂高町         | 昭和29年11月3日 穂高町      | 昭和29年11月3日 穂高町       | 平成17年10月1日 安曇野市 | 安曇野市 |
| 南安曇郡 | 青木花見村     | 青木花見村 | 明治7年10月25日 北穂高村      | 北穂高村                         | 北穂高村                   | 北穂高村                       | 昭和29年11月3日 穂高町         | 昭和29年11月3日 穂高町      | 昭和29年11月3日 穂高町       | 平成17年10月1日 安曇野市 | 安曇野市 |
| 南安曇郡 | 島新田村       |            | 明治7年10月25日 北穂高村      | 北穂高村                         | 北穂高村                   | 北穂高村                       | 昭和29年11月3日 穂高町         | 昭和29年11月3日 穂高町      | 昭和29年11月3日 穂高町       | 平成17年10月1日 安曇野市 | 安曇野市 |
| 南安曇郡 | 青木新田村     |            | 明治7年10月25日 北穂高村      | 北穂高村                         | 北穂高村                   | 北穂高村                       | 昭和29年11月3日 穂高町         | 昭和29年11月3日 穂高町      | 昭和29年11月3日 穂高町       | 平成17年10月1日 安曇野市 | 安曇野市 |
| 南安曇郡 | 狐島村         |            | 明治7年10月25日 北穂高村      | 北穂高村                         | 北穂高村                   | 北穂高村                       | 昭和29年11月3日 穂高町         | 昭和29年11月3日 穂高町      | 昭和29年11月3日 穂高町       | 平成17年10月1日 安曇野市 | 安曇野市 |
| 南安曇郡 | 橋爪村         | 橋爪村     | 明治7年10月25日 有明村        | 有明村                           | 有明村                     | 有明村                         | 昭和29年11月3日 穂高町         | 昭和29年11月3日 穂高町      | 昭和29年11月3日 穂高町       | 平成17年10月1日 安曇野市 | 安曇野市 |
| 南安曇郡 | 耳塚村         |            | 明治7年10月25日 有明村        | 有明村                           | 有明村                     | 有明村                         | 昭和29年11月3日 穂高町         | 昭和29年11月3日 穂高町      | 昭和29年11月3日 穂高町       | 平成17年10月1日 安曇野市 | 安曇野市 |
| 南安曇郡 | 新屋村         |            | 明治7年10月25日 有明村        | 有明村                           | 有明村                     | 有明村                         | 昭和29年11月3日 穂高町         | 昭和29年11月3日 穂高町      | 昭和29年11月3日 穂高町       | 平成17年10月1日 安曇野市 | 安曇野市 |
| 南安曇郡 | 嵩下村         |            | 明治7年10月25日 有明村        | 有明村                           | 有明村                     | 有明村                         | 昭和29年11月3日 穂高町         | 昭和29年11月3日 穂高町      | 昭和29年11月3日 穂高町       | 平成17年10月1日 安曇野市 | 安曇野市 |
| 南安曇郡 | 古厩村         |            | 明治7年10月25日 有明村        | 有明村                           | 有明村                     | 有明村                         | 昭和29年11月3日 穂高町         | 昭和29年11月3日 穂高町      | 昭和29年11月3日 穂高町       | 平成17年10月1日 安曇野市 | 安曇野市 |
| 南安曇郡 | 立足村         |            | 明治7年10月25日 有明村        | 有明村                           | 有明村                     | 有明村                         | 昭和29年11月3日 穂高町         | 昭和29年11月3日 穂高町      | 昭和29年11月3日 穂高町       | 平成17年10月1日 安曇野市 | 安曇野市 |
| 南安曇郡 | 富田新田村     |            | 明治7年10月25日 有明村        | 有明村                           | 有明村                     | 有明村                         | 昭和29年11月3日 穂高町         | 昭和29年11月3日 穂高町      | 昭和29年11月3日 穂高町       | 平成17年10月1日 安曇野市 | 安曇野市 |
| 南安曇郡 | 岩原村         | 岩原村     | 明治7年9月5日 烏川村          | 烏川村                           | 烏川村                     | 烏川村                         | 烏川村                         | 昭和30年4月1日 堀金村       | 昭和30年4月1日 堀金村        | 平成17年10月1日 安曇野市 | 安曇野市 |
| 南安曇郡 | 上堀金村       |            | 明治7年9月5日 烏川村          | 烏川村                           | 烏川村                     | 烏川村                         | 烏川村                         | 昭和30年4月1日 堀金村       | 昭和30年4月1日 堀金村        | 平成17年10月1日 安曇野市 | 安曇野市 |
| 南安曇郡 | 下堀金村       |            | 明治7年9月5日 烏川村          | 烏川村                           | 烏川村                     | 烏川村                         | 烏川村                         | 昭和30年4月1日 堀金村       | 昭和30年4月1日 堀金村        | 平成17年10月1日 安曇野市 | 安曇野市 |
| 南安曇郡 | 中堀新田村     |            | 明治7年9月5日 烏川村          | 烏川村                           | 烏川村                     | 烏川村                         | 烏川村                         | 昭和30年4月1日 堀金村       | 昭和30年4月1日 堀金村        | 平成17年10月1日 安曇野市 | 安曇野市 |
| 南安曇郡 | 田多井村       | 田多井村   | 明治7年9月5日 科布村          | 科布村                           | 科布村                     | 明治26年5月17日 改称 三田村    | 三田村                         | 昭和30年4月1日 堀金村       | 昭和30年4月1日 堀金村        | 平成17年10月1日 安曇野市 | 安曇野市 |
| 南安曇郡 | 田尻村         |            | 明治7年9月5日 科布村          | 科布村                           | 科布村                     | 明治26年5月17日 改称 三田村    | 三田村                         | 昭和30年4月1日 堀金村       | 昭和30年4月1日 堀金村        | 平成17年10月1日 安曇野市 | 安曇野市 |
| 南安曇郡 | 小田多井新田村 |            | 明治7年9月5日 科布村          | 科布村                           | 科布村                     | 明治26年5月17日 改称 三田村    | 三田村                         | 昭和30年4月1日 堀金村       | 昭和30年4月1日 堀金村        | 平成17年10月1日 安曇野市 | 安曇野市 |
| 南安曇郡 | 小倉村         | 小倉村     | 明治7年9月5日 科布村          | 明治13年8月25日 分立 小倉村      | 科布村                     | 明治26年5月17日 分立 小倉村    | 昭和29年6月1日 三郷村          | 昭和29年6月1日 三郷村       | 昭和29年6月1日 三郷村        | 平成17年10月1日 安曇野市 | 安曇野市 |
| 南安曇郡 | 一日市場村     | 一日市場村 | 明治7年9月5日 明盛村          | 明盛村                           | 明盛村                     | 明盛村                         | 昭和29年6月1日 三郷村          | 昭和29年6月1日 三郷村       | 昭和29年6月1日 三郷村        | 平成17年10月1日 安曇野市 | 安曇野市 |
| 南安曇郡 | 二木村         |            | 明治7年9月5日 明盛村          | 明盛村                           | 明盛村                     | 明盛村                         | 昭和29年6月1日 三郷村          | 昭和29年6月1日 三郷村       | 昭和29年6月1日 三郷村        | 平成17年10月1日 安曇野市 | 安曇野市 |
| 南安曇郡 | 及木村         |            | 明治7年9月5日 明盛村          | 明盛村                           | 明盛村                     | 明盛村                         | 昭和29年6月1日 三郷村          | 昭和29年6月1日 三郷村       | 昭和29年6月1日 三郷村        | 平成17年10月1日 安曇野市 | 安曇野市 |
| 南安曇郡 | 中萱村         |            | 明治7年9月5日 明盛村          | 明盛村                           | 明盛村                     | 明盛村                         | 昭和29年6月1日 三郷村          | 昭和29年6月1日 三郷村       | 昭和29年6月1日 三郷村        | 平成17年10月1日 安曇野市 | 安曇野市 |
| 南安曇郡 | 七日市場村     |            | 明治7年9月5日 明盛村          | 明盛村                           | 明盛村                     | 明盛村                         | 昭和29年6月1日 三郷村          | 昭和29年6月1日 三郷村       | 昭和29年6月1日 三郷村        | 平成17年10月1日 安曇野市 | 安曇野市 |
| 南安曇郡 | 住吉村         | 住吉村     | 明治7年9月5日 温村            | 温村                             | 温村                       | 温村                           | 昭和29年6月1日 三郷村          | 昭和29年6月1日 三郷村       | 昭和29年6月1日 三郷村        | 平成17年10月1日 安曇野市 | 安曇野市 |
| 南安曇郡 | 野沢村         |            | 明治7年9月5日 温村            | 温村                             | 温村                       | 温村                           | 昭和29年6月1日 三郷村          | 昭和29年6月1日 三郷村       | 昭和29年6月1日 三郷村        | 平成17年10月1日 安曇野市 | 安曇野市 |
| 南安曇郡 | 楡村           |            | 明治7年9月5日 温村            | 温村                             | 温村                       | 温村                           | 昭和29年6月1日 三郷村          | 昭和29年6月1日 三郷村       | 昭和29年6月1日 三郷村        | 平成17年10月1日 安曇野市 | 安曇野市 |
| 南安曇郡 | 長尾村         |            | 明治7年9月5日 温村            | 温村                             | 温村                       | 温村                           | 昭和29年6月1日 三郷村          | 昭和29年6月1日 三郷村       | 昭和29年6月1日 三郷村        | 平成17年10月1日 安曇野市 | 安曇野市 |

## 行政

### 市長
| 代   | 氏名       | 就任年月       | 退任年月       | 備考                             |
| ---- | ---------- | -------------- | -------------- | -------------------------------- |
| 初代 | 平林伊三郎 | 2005年10月23日 | 2009年10月22日 | 1期、旧穂高町長を3期務めていた。 |
| 2代  | 宮澤宗弘   | 2009年10月23日 | 2021年10月22日 | 3期、元長野県議会議員            |
| 3代  | 太田寛     | 2021年10月23日 | 現職           | 1期目、元長野県副知事            |

### 役所

発足当時の分庁舎
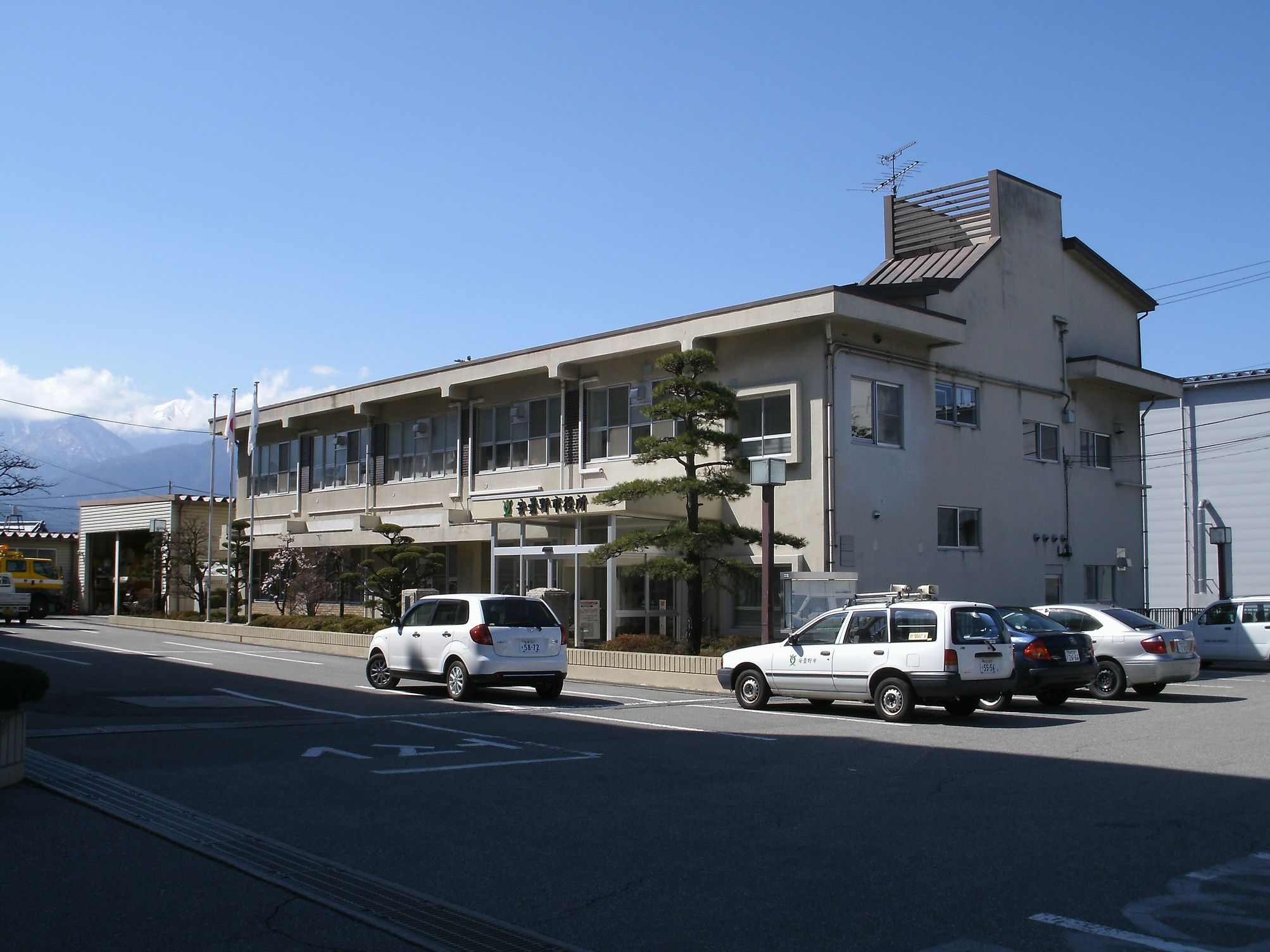
本庁舎（南安曇自治会館）
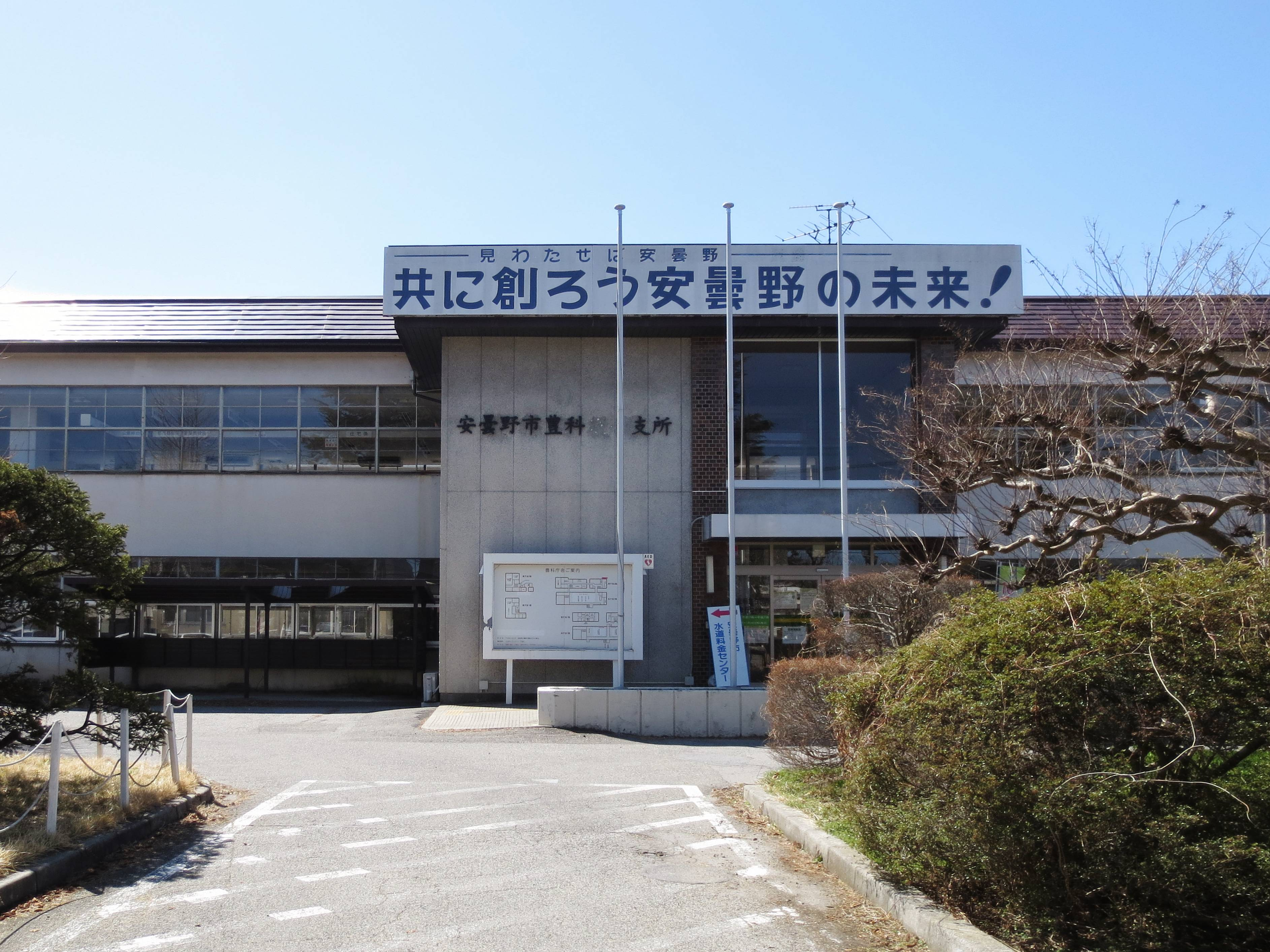
豊科支所（旧・豊科町役場）
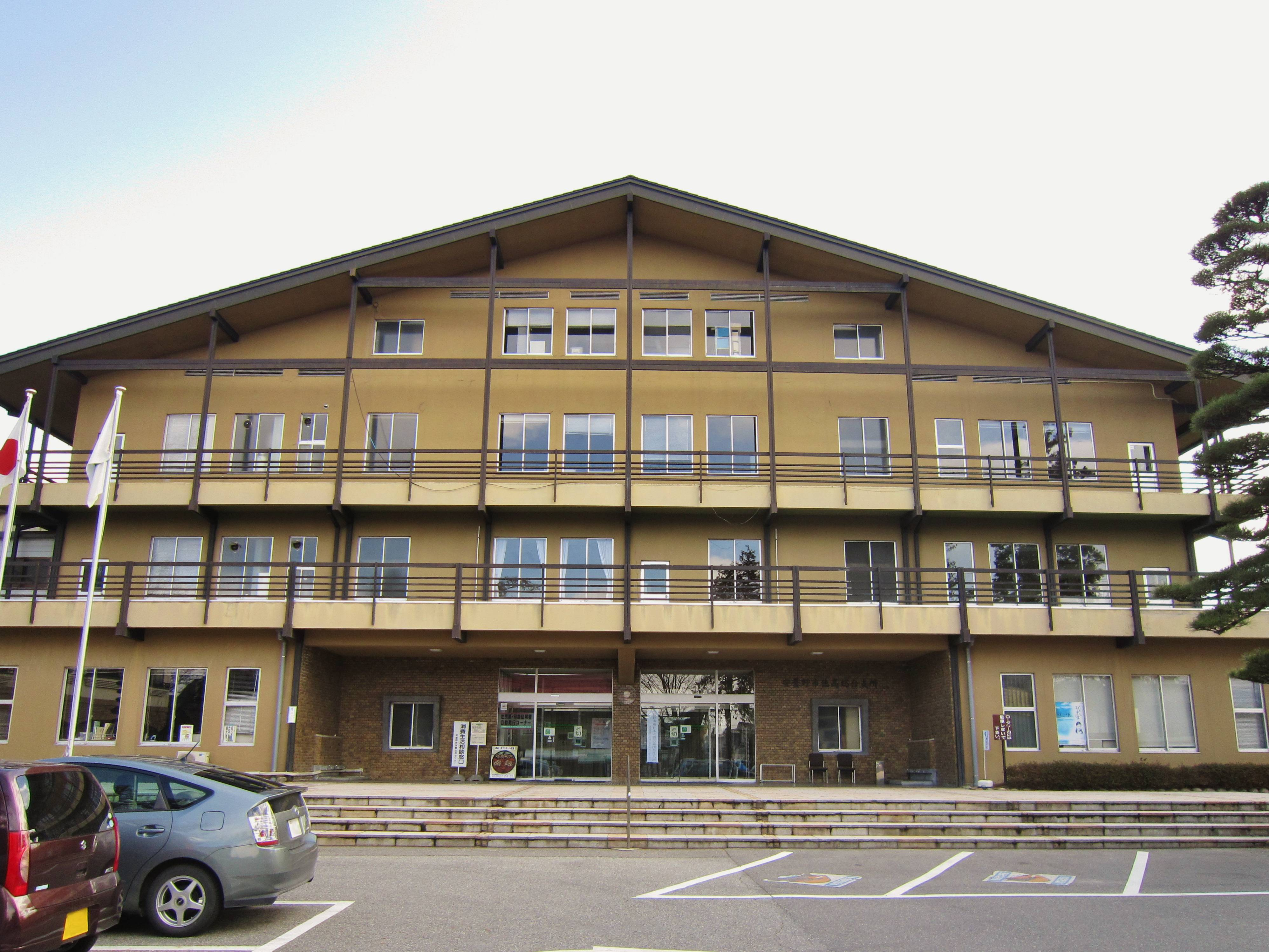
穂高支所（旧・穂高町役場）
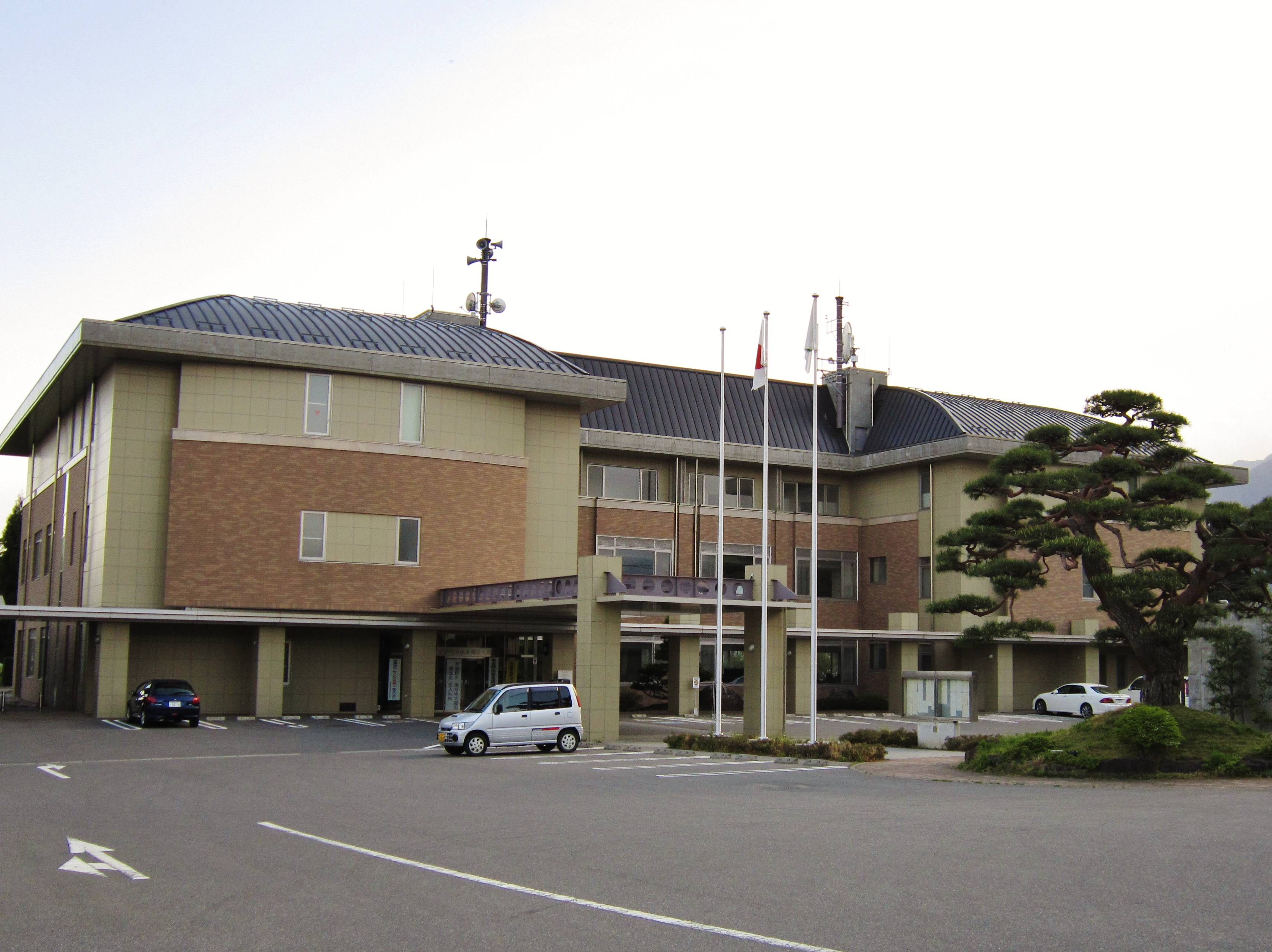
堀金支所（旧・堀金村役場）
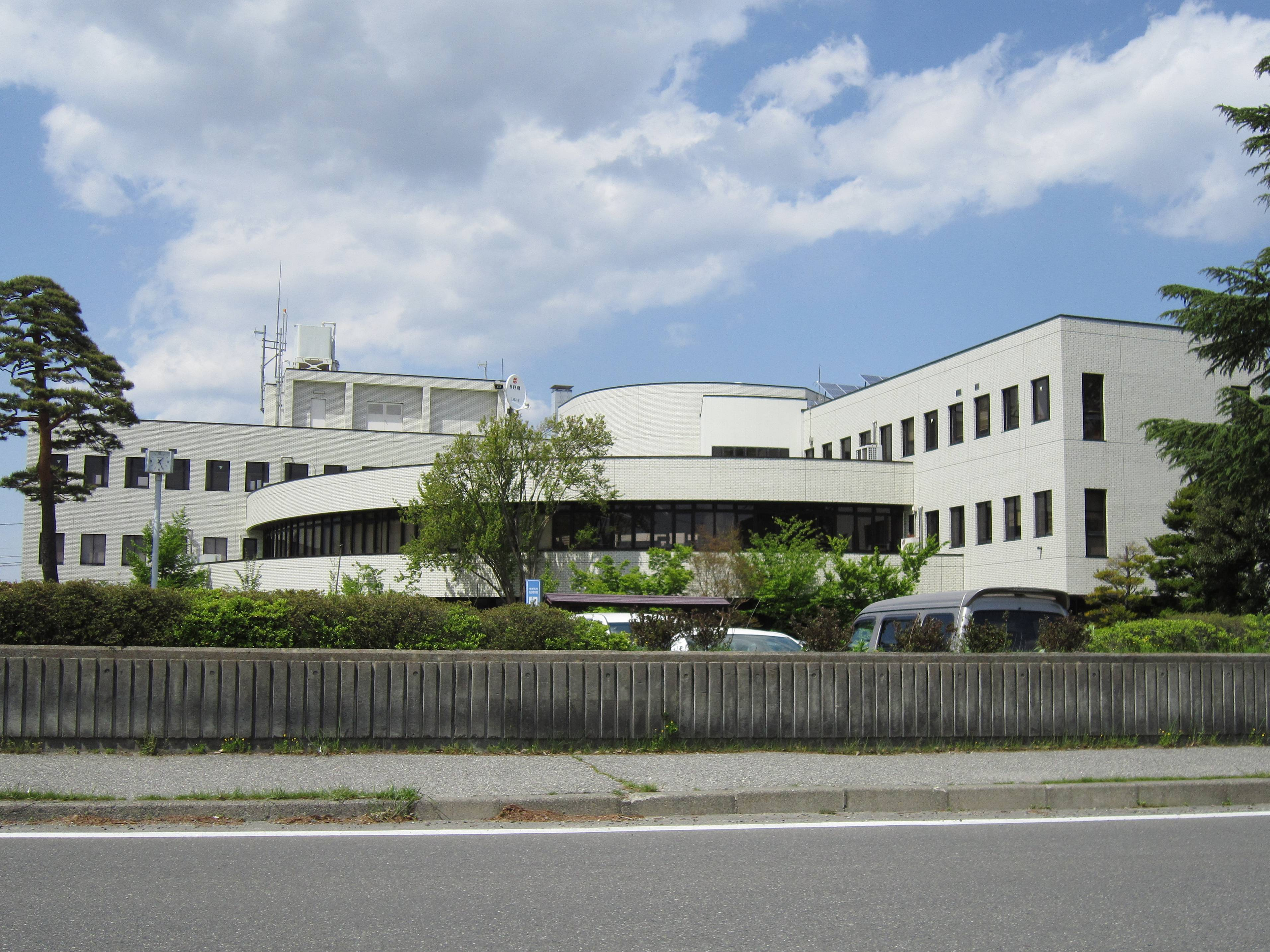
三郷支所（旧・三郷村役場）

## 議会

### 県議会
- 選挙区：安曇野市選挙区
- 定数：2人
- 任期：2019年4月30日 - 2023年4月29日

| 候補者名 | 当落 | 年齢 | 所属党派   | 新旧別 | 得票数 |
| -------- | ---- | ---- | ---------- | ------ | ------ |
| 望月雄内 | 当   | 77   | 自由民主党 | 現     | 無投票 |
| 寺沢功希 | 当   | 44   | 無所属     | 現     | 無投票 |

### 衆議院
- 選挙区：長野2区（長野市の一部、松本市、大町市、安曇野市、東筑摩郡、北安曇郡、上水内郡）
- 任期：2024年10月27日 - 2028年10月26日
- 投票日：2024年10月27日
- 当日有権者数：376,072人
- 投票率：57.04％

| 当落 | 候補者名 | 年齢 | 所属党派     | 新旧別 | 得票数   | 重複 |
| ---- | -------- | ---- | ------------ | ------ | -------- | ---- |
| 当   | 下条みつ | 68   | 立憲民主党   | 前     | 98,664票 | ○    |
|      | 務台俊介 | 68   | 自由民主党   | 前     | 54,265票 | ○    |
|      | 手塚大輔 | 41   | 日本維新の会 | 新     | 50,961票 | ○    |

## 出先機関・施設

### 国家機関

#### 国土交通省
- 関東地方整備局
  - 国営アルプスあづみの公園管理事務所
  - 松本国道出張所 明科除雪ステーション

#### 法務省
- 東京矯正管区 有明高原寮

#### 農林水産省
- 中部森林管理局 中信森林管理署 有明森林事務所

### 県政機関
- 長野県安曇野庁舎
  - 安曇野建設事務所
- 犀川砂防事務所
- 長野県水産試験場

### 施設

#### 警察
本部
- 長野県警察 安曇野警察署

交番
- 豊科交番（豊科南穂高）
- 三郷交番（三郷温）
- 穂高交番（穂高）
- 明科交番（明科中川手）

駐在所
- 堀金駐在所（堀金烏川）

#### 消防
消防本部
- 松本広域連合

消防署
- 松本広域消防局
  - 豊科消防署（豊科・堀金地区）
  - 穂高消防署（穂高地区）
  - 明科消防署（明科地区）
  - 梓川消防署（三郷地区）

### 医療・福祉
主な病院
- 長野県立こども病院
- 安曇野赤十字病院
- 豊科病院
- 穂高病院

#### 郵便局
主な郵便局
- 豊科郵便局（集配局）
- 穂高郵便局（集配局）

- 明科郵便局
- 有明郵便局
- 小倉郵便局
- 烏川郵便局
- 北穂高郵便局
- 高家郵便局

- 田沢郵便局
- 楡郵便局
- 柏矢郵便局
- 三郷郵便局
- 三田郵便局
- 温郵便局

簡易郵便局
- 木戸簡易郵便局
- 立石簡易郵便局
- 中萱簡易郵便局
- 中川手簡易郵便局
- 中堀簡易郵便局

- 東川手簡易郵便局
- 踏入簡易郵便局
- 穂高神田町簡易郵便局
- 吉野簡易郵便局
- 陸郷簡易郵便局

### 文化施設
- 信濃教育会生涯学習センター
- あづみ野コンサートホール

#### 図書館
- 安曇野市図書館

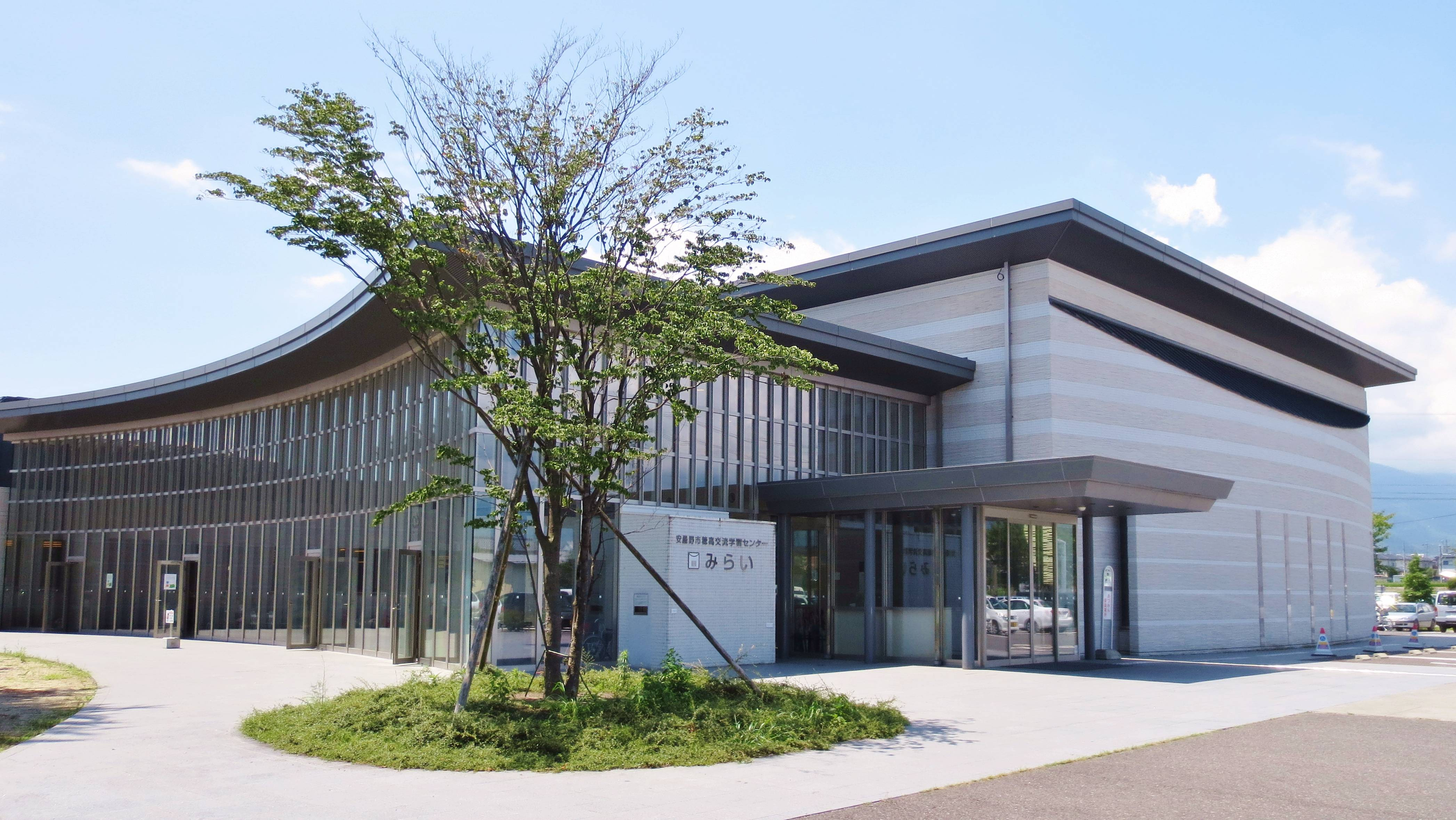
中央図書館（穂高交流学習センターみらい）

  - 中央図書館 - 穂高交流学習センター「みらい」内
  - 豊科図書館 - 豊科交流学習センター「きぼう」内
  - 三郷図書館 - 三郷交流学習センター「ゆりのき」内
  - 堀金図書館 - 堀金複合施設内
  - 明科図書館 - 子どもと大人の交流学習施設「ひまわり」内
- 安曇野市文書館

#### 美術館
- 安曇野市豊科近代美術館
- 安曇野髙橋節郎記念美術館
- 碌山美術館
- 安曇野ジャンセン美術館
- 安曇野アートヒルズミュージアム
- 安曇野山岳美術館
- 絵本美術館 森のおうち

#### 博物館
- 安曇野市豊科郷土博物館
- 田淵行男記念館
- 飯沼飛行士記念館
- 安曇野市穂高郷土資料館
- 貞享義民記念館

- 安曇野市堀金歴史民俗資料館
- 臼井吉見文学館
- 安曇野市明科歴史民俗資料館
- 安曇野市天蚕センター

### 運動施設
- 安曇野市総合体育館
- 豊科南社会体育館
- 豊科武道館
- 豊科弓道場
- 市営県民豊科運動広場
- 豊科屋内ゲートボール場
- 豊科勤労者総合スポーツ施設
- 安曇野市穂高総合体育館
- 安曇野市牧体育館
- 市営西穂高運動場
- 市営有明運動場
- 市営北穂高運動場
- 市営牧運動場

- 三郷体育館
- 三郷競技場
- 市営堀金総合運動場
- 堀金総合体育館
- 堀金多目的屋内運動場
- 明科体育館
- 市営明科農村広場

## 対外関係

### 姉妹都市・提携都市

#### 国内
安曇野市ウェブサイトによれば、国内友好・交流都市は以下の7つ。うち6つは旧町村による提携を引き継いだもので、2005年の安曇野市発足以後、改めて安曇野市としての協定が結ばれている。
| - 東金市（関東地方 千葉県） - 2015年4月5日 - 友好都市締結 - 2016年10月25日 - 災害時相互援助協定締結 旧堀金村との間で、1993年より地域間交流開始。 - 三郷市（関東地方 埼玉県） - 1984年9月22日 - 旧三郷村が友好都市提携 - 1986年10月18日 - 奈良県三郷町を加え3市町村で友好都市提携 - 2006年7月1日 - 友好都市提携締結 - 2006年7月22日 - 災害時相互応援協定締結。 旧三郷村と三郷市が、同じ自治体名の縁から交流を開始。のち奈良県三郷町も加え「三郷友好都市交流推進協議会」を組織し交流。 - 江戸川区（関東地方 東京都） - 1974年2月15日 - 旧穂高町が友好都市盟約 - 2007年8月4日 - 友好都市提携 旧穂高町江戸川区民健康施設「穂高荘」（1976年開設）の用地として小学校跡地を江戸川区に譲渡したことから交流が始まる。 - 武蔵野市（関東地方 東京都） - 1987年11月3日 - 旧豊科町が姉妹都市盟約締結 - 1996年7月27日 - 災害相互応援協定締結 - 2007年2月5日 - 友好都市提携 旧豊科町が1983年より交流を開始（武蔵野市ウェブサイトでは交流が1987年から始まったとしている）。当時の武蔵野市関係者が豊科町出身であった縁。武蔵野市とその友好都市によって構成される「武蔵野市交流市町村協議会」（1991年発足、通称「武蔵野サミット」）にも参加している。 | - 真鶴町（関東地方 神奈川県） - 1995年9月15日 - 旧堀金村が友好親善協定締結 - 2006年1月28日 - 災害時相互支援協定締結 - 2006年9月30日 - 友好都市提携締結 旧堀金村における住民同士の交流から発展。青少年の相互派遣事業（海と山のこどもたちの交流会）などを行う。安曇野市役所の銘板は、真鶴町から贈られた本小松石である。 - 三郷町（近畿地方 奈良県） - 1986年10月18日 - 旧三郷村が友好都市提携 - 2006年7月1日 - 友好都市提携締結 - 2006年7月22日 - 災害時相互応援協定締結。 旧三郷村が、同じ自治体名の縁から交流を開始。埼玉県三郷市とともに「三郷友好都市交流推進協議会」を組織し交流。 - 東区（九州地方 福岡県 福岡市） - 1994年11月3日 - 旧穂高町が友好交流推進協定締結 - 2007年2月1日 - 友好交流推進協定再締結 1989年より旧穂高町が交流を開始。現在の福岡市東部にあたる阿曇郷をルーツとする古代安曇族を縁とする。 |

#### 海外
安曇野市ウェブサイトによれば、国際交流先は以下の2つ。
| - クラムザッハ市（オーストリア共和国 チロル州） - 1993年11月25日 - 旧豊科町が姉妹都市提携 - 2007年11月4日 - 姉妹都市提携 クラムザッハはガラス工芸で知られる都市で、国立のガラス専門学校がある。豊科町が「あづみ野ガラス工房」を開設するに際して（1985年開設）、クラムザッハのガラス専門学校と交流が生まれ、自治体同士の姉妹都市関係に発展した。 | - 五三街道（中華人民共和国 遼寧省 瀋陽市 東陵区） - 1998年5月28日 - 旧三郷村が三郷鎮（当時）と友好村郷提携 旧三郷村が国際交流先を探していたところ、遼寧省の三郷鎮を紹介され（なお、これ以前の1988年に三郷中学校と遼寧省海城市の海城第二中学校が友好姉妹校提携を結んでいた）、同名の縁で友好村郷提携を締結。安曇野市となって以降は民間交流の形で継続。 |

## 経済

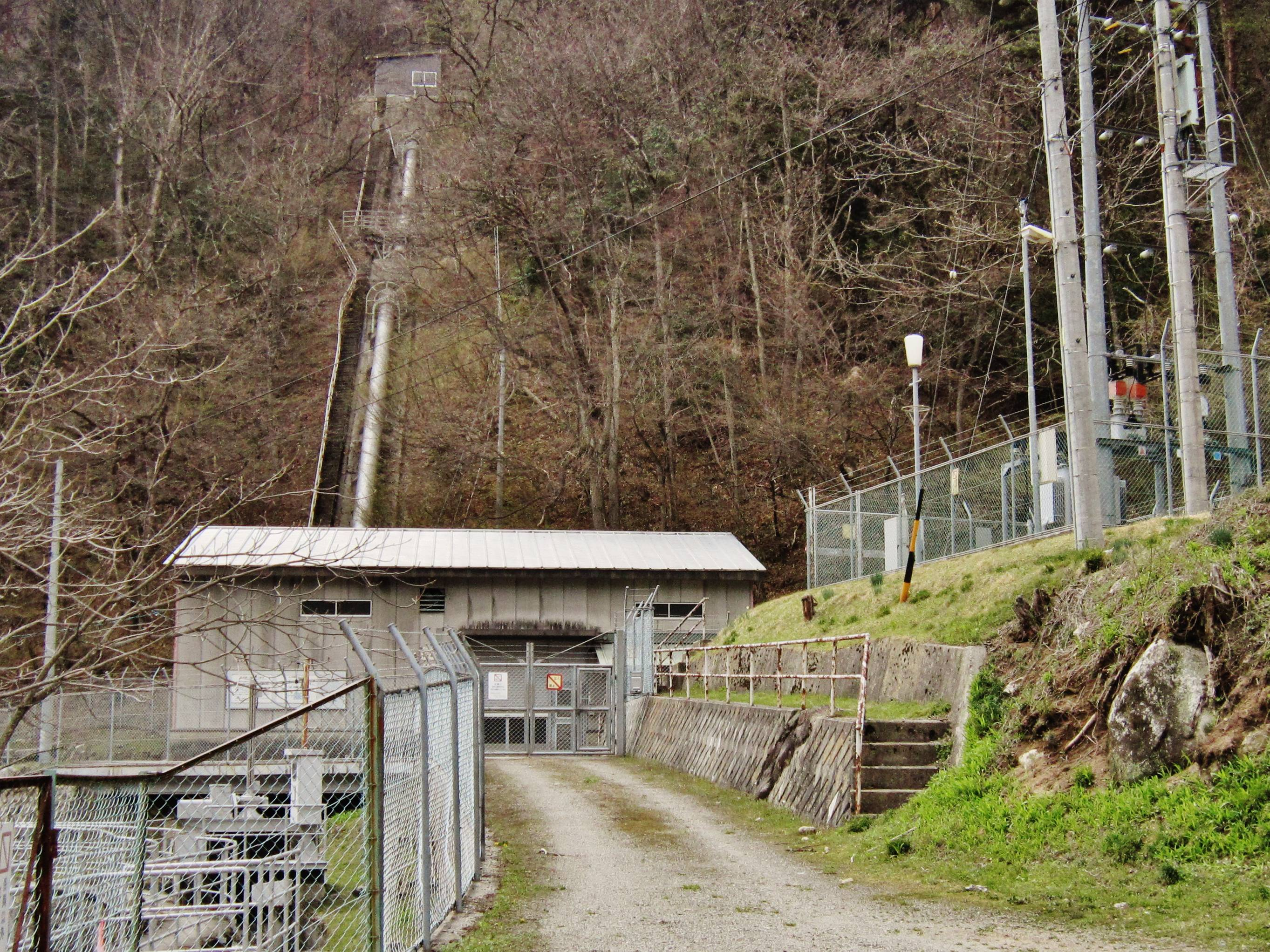
宮城第一水力発電所

- 就業別人口割合は第一次産業、第二次産業、第三次産業がそれぞれ、8.3%、28.1%、63.6%となっている（2020年国勢調査）。
- 農業出荷額は約110億円で県内7位（2022年現在）、工業出荷額は約5901億円で県内5位（2022年現在）、商業年間商品販売額は約2249億円で県内5位（2020年度）。

### 第一次産業
- 北アルプス山麓の豊富な湧水を利用し、ワサビの栽培やニジマスの養殖が盛んである。

#### 農業
- 信州の伝統野菜
  - 穂高わさび
  - 穂高いんげん
  - 牧大根

#### 漁業
犀川にある長野県水産試験場では、信州サーモン（ニジマスとブラウントラウトを交配した新種）の開発を試みている。
- 信州サーモン

### 第二次産業

#### 工業
拠点を置く製造業
- アズミ村田製作所
- 王子チヨダコンテナー（王子製紙グループ）
- オタリ
- おむすびころりん本舗
- キッセイ薬品工業
- ゴールドパック
- サーキットデザイン
- サンコー
- 志村縫製
- スドージャム
- デンソーグループ
  - デンソーエアクール
  - デンソーエアシステムズ
- 富士電機メーター
- セイコーエプソングループ
  - セイコーエプソン
  - エプソンダイレクト
- VAIO
- エア・ウォーター
- 日本エフディ
- 日本フェンオール
- 日本電熱
- ハーモニック・ドライブ・システムズ
- 本多通信工業
  - 安曇野本多通信工業
- フジゲン
- マル井
- エイワ
- 戸田フーズ
- 東京アート

### 第三次産業

#### 商業
主な大型商業施設
- スワンガーデン安曇野(豊科地域)
- 穂高ショッピングパーク(穂高地域)
- あずみ野インターパーク(豊科地域)

主なスーパーマーケット
- ツルヤ穂高店
- デリシア豊科店、穂高店、あかしな店、FCはちが店
- 綿半スーパーセンター豊科店
- ベイシアあづみの堀金店
- 西友豊科店、穂高店
- 原信安曇野店
- ザ・ビック三郷店、穂高店
- イオン豊科店
- コープ安曇野豊科店
- ラ・ムー穂高店

主な家電量販店
- ケーズデンキ安曇野店
- ヤマダデンキテックランド穂高店
- ノジマ豊科店

主なホームセンター・家具店
- カインズ豊科店
- コメリパワー安曇野店
- ニトリあづみ野インターパーク店
- ケーヨーデイツー穂高店
- 綿半ホームエイド穂高店、スーパーセンター豊科店

主なスポーツ用品店
- ワークマンプラス安曇野穂高店、豊科光店
- アルペン穂高店

拠点を置く物流業
- ハマキョウレックス
- 鴻池運輸

### 金融機関
銀行
- 八十二銀行 豊科支店・穂高支店・三郷支店・明科支店
- 長野銀行 豊科支店・穂高支店・三郷支店

協同組織金融機関
- 長野県信用組合 安曇野支店・穂高支店
- 長野県労働金庫 あづみ野支店
- 松本信用金庫 豊科支店・穂高支店・明科支店・梓橋支店

## 情報・生活

### マスメディア

#### 新聞社
- 信濃毎日新聞 安曇野支局
- 市民タイムス安曇野支社

#### 放送局
- あづみ野エフエム放送

### ライフライン

#### 電力
犀川および支流の烏川・中房川には中部電力パワーグリッドの水力発電所がある。中でも1904年（明治37年）に運転を開始した宮城第一水力発電所では、当時設置した機器がなお現役で稼働している。かつては明科に火力発電所も存在した。
- 中部電力

### 一般加入電話
- NTT東日本
  - 市外局番は0263（松本MA）。

## 教育

### 高等学校
県立
- 長野県豊科高等学校
- 長野県南安曇農業高等学校
- 長野県穂高商業高等学校
- 長野県明科高等学校

私立
- 日本ウェルネス高等学校 安曇野学習センター

### 中学校
市立
- 安曇野市立豊科北中学校
- 安曇野市立豊科南中学校
- 安曇野市立穂高東中学校
- 安曇野市立穂高西中学校

- 安曇野市立三郷中学校
- 安曇野市立堀金中学校
- 安曇野市立明科中学校

### 小学校
市立
- 安曇野市立豊科北小学校
- 安曇野市立豊科南小学校
- 安曇野市立豊科東小学校
- 安曇野市立穂高北小学校
- 安曇野市立穂高南小学校

- 安曇野市立穂高西小学校
- 安曇野市立三郷小学校
- 安曇野市立堀金小学校
- 安曇野市立明南小学校
- 安曇野市立明北小学校

## 交通

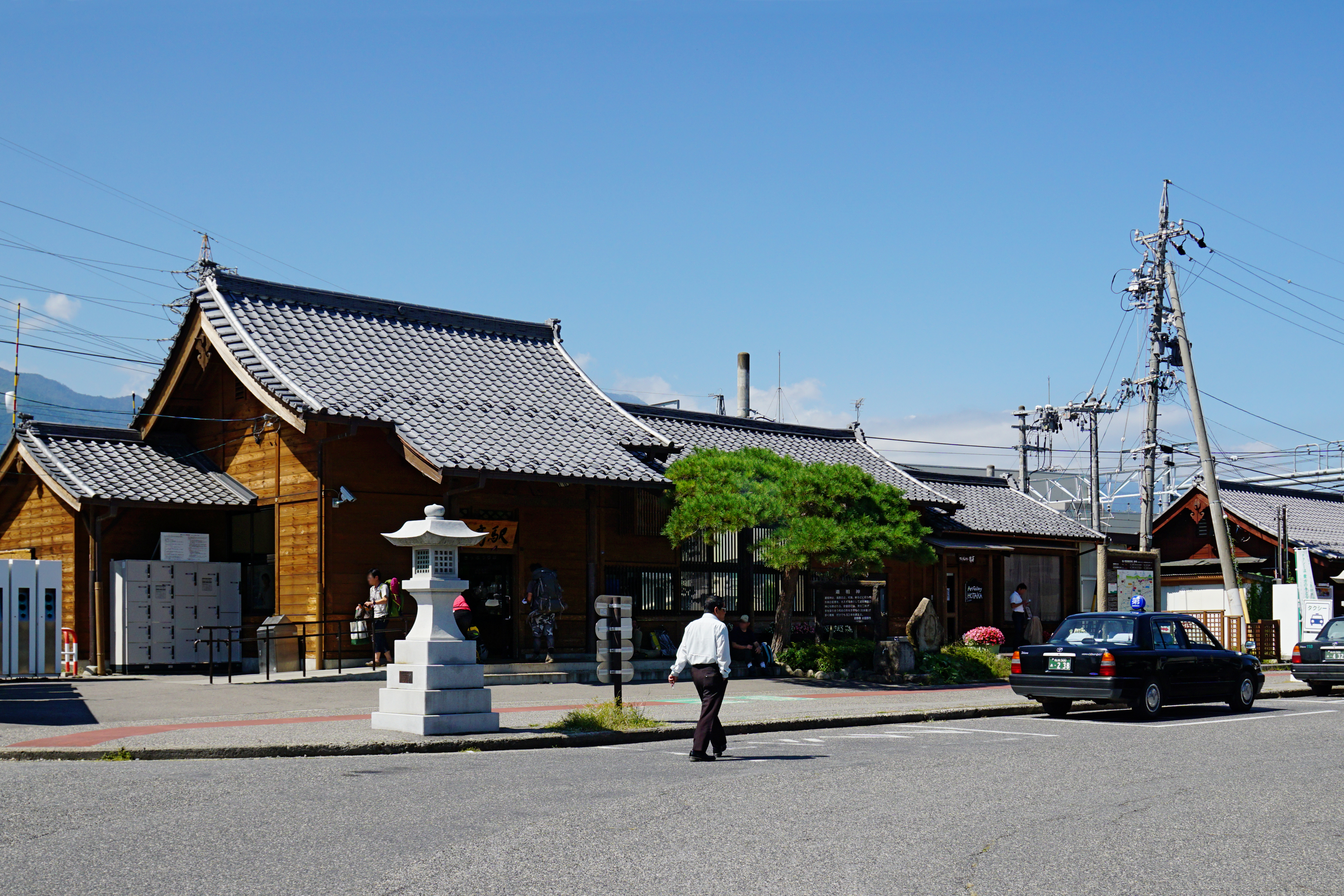
穂高駅

### 鉄道
東日本旅客鉄道（JR東日本）
- 篠ノ井線
  - 明科駅 - 田沢駅
- 大糸線
  - 梓橋駅 - 一日市場駅 - 中萱駅 - 南豊科駅 - 豊科駅 - 柏矢町駅 - 穂高駅 - 有明駅 - 安曇追分駅

### バス
高速バス
- 中央高速バス - 安曇野・白馬線（バスタ新宿と白馬八方バスターミナルを結ぶ路線で、市内では安曇野スイス村、安曇野穂高、穂高温泉公園北口（栂池高原発着便および扇沢発着便のみ）に停車する）[22]
- 花バス観光 - トラビス安曇野（バスタ新宿と安曇野ICを結ぶ）市内では安曇野バスストップと明科バスストップに停車する。
- 中央道高速バス - 名古屋 - 長野線（名鉄バスセンターと善光寺大門を結ぶ路線で、市内では安曇野バスストップに停車する）
- みすずハイウェイバス - 長野 - 飯田線（長野県庁と飯田バスセンターを結ぶ路線で、市内では安曇野バスストップと明科バスストップに停車する）

新・公共交通システム「あづみん」
日中のデマンド交通を中心に、朝・夕方の定時定路線を組み合わせたもの。毎日運行（12月29日 - 1月3日を除く）、定時定路線は土曜・日曜・祝日も運休する。。
デマンド交通
運行時間は8時0分から17時0分頃まで。運行間隔は1 - 2便/時。利用する際はあづみん受付センターに電話予約を行う（事前に利用者登録が必要）。
安曇野市では町村合併してからも豊科町と明科町が運営してきた路線バスを引き続き運行してきたが、これらを2007年（平成19年）9月8日より休止としデマンドバスに移行した。同日、明科地域で運行されてきた潮沢線を明科スクールバス兼定時定路線（現在廃止）に改称し犀川線は穂高駅方面にルート変更し穂高明科定時定路線に改称、豊科地域で田沢駅と豊科駅方面を結ぶ路線バスの運行を開始した。
旧町村の境界を基礎とした５つの運行エリアに区切られているため原則隣のエリアを跨いだりすることはできない。
デマンドバスの特性上、原則停留所が存在しないが、イオン豊科店・安曇野赤十字病院・西友豊科店・豊科近代美術館・豊科交流学習センターきぼう・ザ・ビック穂高店・穂高交流学習センターみらい・ベイシアあづみの堀金店・ショッピングセンター・エルサあづみ野といった出入り口が多い施設に目印としてバス停留所が設置されている。
豊科と穂高に共通乗合エリアがあり、豊科共通乗合エリアは豊科エリア以外の4エリアにも相互利用可能で、穂高共通乗合エリアは明科エリアと豊科エリアのみ利用可能。
境界を越えた場所にある医療機関を利用できるよう1回600円で飛び地利用可能となっていた。
2022年11月1日から医療機関がある豊科エリアと三郷エリアおよび堀金エリアと穂高エリアの各隣接地域が互いに重複するように変更され、1回300円のまま乗り換えることなく直接利用できるようになった。
2022年11月1日よりのるーと導入。並びに土曜日の試行運行を開始。2024年4月1日より12月29日 - 1月3日を除く毎日運行開始。
さらに明科エリアにスイス村やビレッジ安曇野、穂高エリアに国営アルプスあづみの公園中央口とビレッジ安曇野付近へ隣接エリアに重複するように編入した。ただし他エリアはこれまでどおり。2023年7月29日から10月31日まで土日祝も試行運行したが以降も継続している。
- 安曇野市バス（定時定路線）

穂高駅・明科駅路線（平日の朝・夕方のみ）
定時定路線専用駐車場 - 穂高駅前 - 穂高病院前 - 高橋節郎記念美術館口 - 押野 - 塔ノ原 - 明科駅 - 明科高校東
豊科駅・田沢駅路線（平日の朝・夕方のみ）
豊科中央公園西 - 豊科駅前 - 安曇野赤十字病院前 - スワンガーデン前 - 安曇野インター東 - 田沢駅前
福祉バス
穂高地域福祉センター行き、三郷福祉センター行き、堀金福祉センター行きの3路線。
乗合タクシー
上田線
運行会社はあづみ野第一交通・バイタル・安曇観光タクシー・南安タクシーの4社。安曇野市内4箇所（穂高駅・新田北・豊科駅・あづみの産業団地）の停留所から発着するバス路線だった。要予約制なので予約がない場合は運休していた。新幹線停車駅の上田駅と安曇野を最短距離で結ぶため安曇野市内 - 上田駅（上田市）間往復であったが、利用が低迷し2018年3月31日をもって廃止。貸切料金タクシーで同年6月に運行再開。
三股線
7月19日から10月14日まで土曜日曜祝日を中心に実証運行。運行は南安タクシー。市内には安曇野の里、JR穂高駅、しゃくなげの湯東駐車場、ほりで〜ゆ四季の里駐車場、三股第一駐車場に停車する。完全予約制であり予約がない場合は運休する。
その他市内を運行・通過する路線バス
- あづみ野エンジョイバス
- 中房温泉行定期バス
- 生坂村営バス - 犀川線
- 池田町営バス - 明科線・安曇野線
- アルピコ交通（通称・松本電鉄バス） - 四賀線（松本バスターミナルと四賀支所を結ぶ路線で、市内では豊科温泉付近に停車する）
- 松本市営バス - 明科駅から松本市四賀地区を結ぶ。
- ぐるっとまつもとバス（松本市西部地域コミュニティバス）梓川・波田線 - 松本市波田にある波田駅から梓川地域を通って梓橋駅前に発着する。
- 信州まつもと空港 シャトル便（南安タクシー、予約制）

かつて運行されていた路線バスなど
- 安曇野市明科地域循環バス
- 安曇野市豊科地域振興バス（ぐるまるくん）
- 明科スクールバス兼定時定路線（令和3年7月1日をもって廃止）

白坂口 - 中田橋 - 李口 - 峰方授産所前 - 松庄入口 - 竹の花 - 花見橋 - 離山 - 小日向口 - 山中 - 沢六 - 天白 - 学校前 - 山十前 - 潮 - 明科高校口 - 会田口 - 明科駅前
- うららカー（堀金）
- 安曇野市三郷福祉バス

タクシー
タクシーの営業区域は北アルプスあづみの交通圏で、大町市・北安曇郡・東筑摩郡北部などと同じエリアとなっている。

### 道路
高速道路
- 中日本高速道路（NEXCO中日本）
  - 長野自動車道：梓川SA/SIC（上り線のみ）- 安曇野IC/BS - 安曇野北IC（計画中）- 明科BS

地域高規格道路
- 松本糸魚川連絡道路（計画中）
  - 市内では長野自動車道に安曇野北インターチェンジを新設し分岐したのち犀川右岸沿いに通って明科で対岸へ渡り高瀬川右岸堤防道路に接続する。起点は松本市となっているが松本インターチェンジ - 安曇野北インターチェンジ間は長野自動車道に重複となる。

国道
- 国道19号
- 国道143号
- 国道147号
  - 穂高バイパス
  - 高家バイパス
- 国道403号

主要地方道
- 長野県道25号塩尻鍋割穂高線
- 長野県道48号松本環状高家線
- 長野県道51号大町明科線
  - 安曇野道路（松本糸魚川連絡道路、バイパス）
- 長野県道57号安曇野インター堀金線
- 長野県道85号穂高明科線
- 長野県道306号有明大町線（山麓線、北アルプスパノラマライン）
- 長野県道307号下木戸有明停車場線
- 長野県道308号小岩岳穂高停車場線
- 長野県道309号塚原穂高停車場線
- 長野県道310号柏矢町田沢停車場線

一般県道
- 長野県道314号田多井中萱豊科線
- 長野県道316号梓橋田沢停車場線
- 長野県道317号穂高停車場線
- 長野県道319号小倉梓橋停車場線
- 長野県道321号中堀一日市場停車場線
- 長野県道327号槍ヶ岳矢村線
- 長野県道329号原木戸安曇追分停車場線
- 長野県道432号柏原穂高線
- 長野県道441号穂高松本塩尻自転車道線（あづみ野やまびこ自転車道）
- 長野県道495号豊科大天井岳線

農道
- 安曇広域農道

道の駅
- アルプス安曇野ほりがねの里

### ナンバープレート
安曇野ナンバー
2025年5月7日以降、北安曇郡池田町、松川村、東筑摩郡生坂村とともに、ご当地ナンバーである安曇野ナンバーが割り当てられている。

## 観光

### 名所・旧跡

#### 城郭・屋敷
- 小岩嶽城
- 等々力城
- 塔原城
- 光城
  - 田沢城（支城）
  - 上ノ山城（支城）
- 真々部氏館

#### 神社
- 穂高神社本宮
- 有明山神社
- 住吉神社
- 熊野神社
- 矢原神明宮
- 八坂神社
- 玄蕃稲荷神社
- 新田神社

#### 寺院
- 豊科地域：法蔵寺、一乗寺、専念寺、金龍寺、高山寺、日光寺
- 穂高地域：松尾寺、東光寺、満願寺、正福寺、正真院、青原寺、宗徳寺
- 三郷地域：平福寺、淨心寺、真光寺
- 明科地域：光久寺、泉福寺、龍門寺、長光寺、宗林寺、雲龍寺、弥勒堂

### 観光スポット
- 大王わさび農場
- 安曇野わさび田湧水群公園
- 等々力家
- 国営アルプスあづみの公園
- 安曇野ワイナリー
- 犀川白鳥湖
- 御宝田遊水池
- 安曇野市長峰荘
- 安曇野アートライン
- 穂高カントリークラブ
- 千国街道 成相新田宿・穂高宿

#### 温泉
- 中房温泉
- 有明温泉（有明荘）
- 穂高温泉 - 安曇野しゃくなげの湯、八面大王足湯
- 豊科温泉

## 文化・名物

### 文化財
- 国指定及び登録文化財

- 長野県指定文化財

- 安曇野市指定文化財

### その他
- 魏石鬼窟
- 北村遺跡
- 穂高古墳群
- 松本城大手門 - 明治時代に払い下げられ、市内個人宅に移築された。市有形文化財に指定。

### 祭事・催事
- 穂高神社御船祭り
- あやめまつり（毎年6月）
- 信州安曇野ハーフマラソン（毎年6月）
- あづみ野祭り（毎年7月末または8月）
- 信州安曇野わさび祭り（毎年8月）
- YOSAKOI安曇野（毎年8月）
- 安曇野花火（毎年8月）
- 三九郎（どんど焼き）

## 出身関連著名人

### 出身著名人

#### 軍人・政治家・実業家
- 唐澤剛（官僚）
- 小平総治（官僚）
- 斎藤瀏（陸軍少将）
- 佐々木基（官僚）
- 白澤正二（実業家）
- 相馬愛蔵（実業家）
- 高木義人（政治家）
- 高橋保（実業家）
- 高橋伸彰（実業家）
- 東條𫇠（実業家）
- 花村四郎（政治家、法務大臣）
- 平林盛人（陸軍中将）
- 務台俊介（政治家）
- 務臺光雄（実業家）
- 村田一（実業家）
- 宇留賀敬一（官僚、群馬県副知事）
- 甕滋（官僚）
- 望月薫雄（官僚）
- 山崎哲夫（官僚）
- 百瀬智之（政治家）
- 米倉龍也（政治家）

#### 学者
- 青柳栄司（電気工学者）
- 荒木弘文（経済学者）
- 飯沼賢司（日本史学者）
- 磯野真穂（文化人類学者）
- 植原悦二郎（政治学者・政治家）
- 臼井二尚（社会学者）
- 臼井吉見（文学者）
- 大谷茂盛（化学工学者、元東北大学総長）
- 小口伯郎（物理学者）
- 臥雲辰致（発明家）
- 木下隆利（化学者、名古屋工業大学学長）
- 白木正博（医学者）
- 白沢保美（樹木学者）
- 千野武廣（歯学者）
- 伴野豊（農学者）
- 樋口勝彦（ラテン文学者）
- 藤森秀夫（ドイツ文学者）
- 藤原保信（政治学者）
- 降旗節雄（経済学者）
- 降旗武彦（経営学者）
- 二木保幾（経済学者）
- 務台理作（哲学者）
- 松沢盛茂（経済学者）
- 丸山儀四郎（数学者）
- 宮下すずか（児童文学者）
- 望月市恵（ドイツ文学者）
- 山田作男（歴史学者）
- 山田博光（文学者）

#### 文化人
- 青柳健（著作家、登山家）
- 青柳優（文芸評論家）
- 上松範康（作曲家、編曲家）
- 彩原その（漫画家）
- 井口喜源治（教育者）
- 飯沼信義（作曲家）
- 飯沼正明（飛行士）
- 遠藤武文（作家）
- 太田貴寛（映像作家）
- 太田美知彦（作曲家、編曲家）
- 岡村千馬太（教育者）
- 小川大系（彫刻家）
- 荻原碌山（彫刻家）
- 尾澤喜雄（教育者）
- 加々美豊（画家）
- 木村殖（登山家）
- 清沢洌（ジャーナリスト、評論家）
- 清沢清志（詩人）
- 熊井啓（映画監督）
- 小松永二（医師）
- 小室孝雄（洋画家）
- 高島章貞（医師）
- 高橋克典（小説家、著作家）
- 髙橋節郎（漆芸家）
- 竹内良幸（デザイナー）
- 等々力巳吉（洋画家）
- 中嶋大道（彫刻家）
- 花岡堅而（医師、元日本医師会会長）
- 平野功二（写真家・映画監督）
- 藤森桂谷（啓蒙家・文人画家）
- 平林広人（翻訳家）
- 降幡廣信（建築家）
- 堀六平（シンガーソングライター）
- 松岡好一（ジャーナリスト）
- 松岡弘（教育者）
- 松沢求策（新聞記者・編集者、自由民権運動活動家）
- 丸山楽雲（篆刻家）
- 丸山浪弥（ジャーナリスト）
- 宮澤利昭（画家）
- 望月桂（漫画家）
- 山口蒼輪（画家）
- 山田多賀市（作家）
- 山本安曇（鋳金家）

#### スポーツ選手
- 青木安里磨（プロサッカー選手）
- 麻田将吾（プロサッカー選手）
- 浅野博亮（バレーボール選手）
- 伊藤繁（競輪選手、スピードスケート選手）
- 曽山加奈子（女子サッカー選手）
- 高三郷勝義（大相撲力士）
- 中嶋里美（女子競輪選手）
- 森山正義（プロ野球選手）

#### 芸能・報道
- 上松美香（アルパ奏者）
- 生田佳那（女優）
- 小穴薫（アナウンサー）
- 小穴浩司（アナウンサー）
- 黒瀬翔生（アナウンサー）
- 小林美沙希（アナウンサー）
- 関陽樹（アナウンサー）
- 蓮月りらん（宝塚歌劇団100期生）
- 原田健二（俳優）
- 東丘いずひ（女優）
- 古畑あずみ（アナウンサー）
- 松本克平（新劇俳優）
- 丸山慶子（アナウンサー）
- 森下舞桜（アイドル）
- 守屋亨香（声優）
- 山口亜紀（アナウンサー）

#### その他
- 多田加助（義民）
- 等々力孫一郎（治水家）

## 作品

### ドラマ
- あの日の僕をさがして（1992年4月〜6月・TBS）
- 連続テレビ小説 おひさま（2011年4月〜10月・NHK）
- いのちの器

## ギャラリー

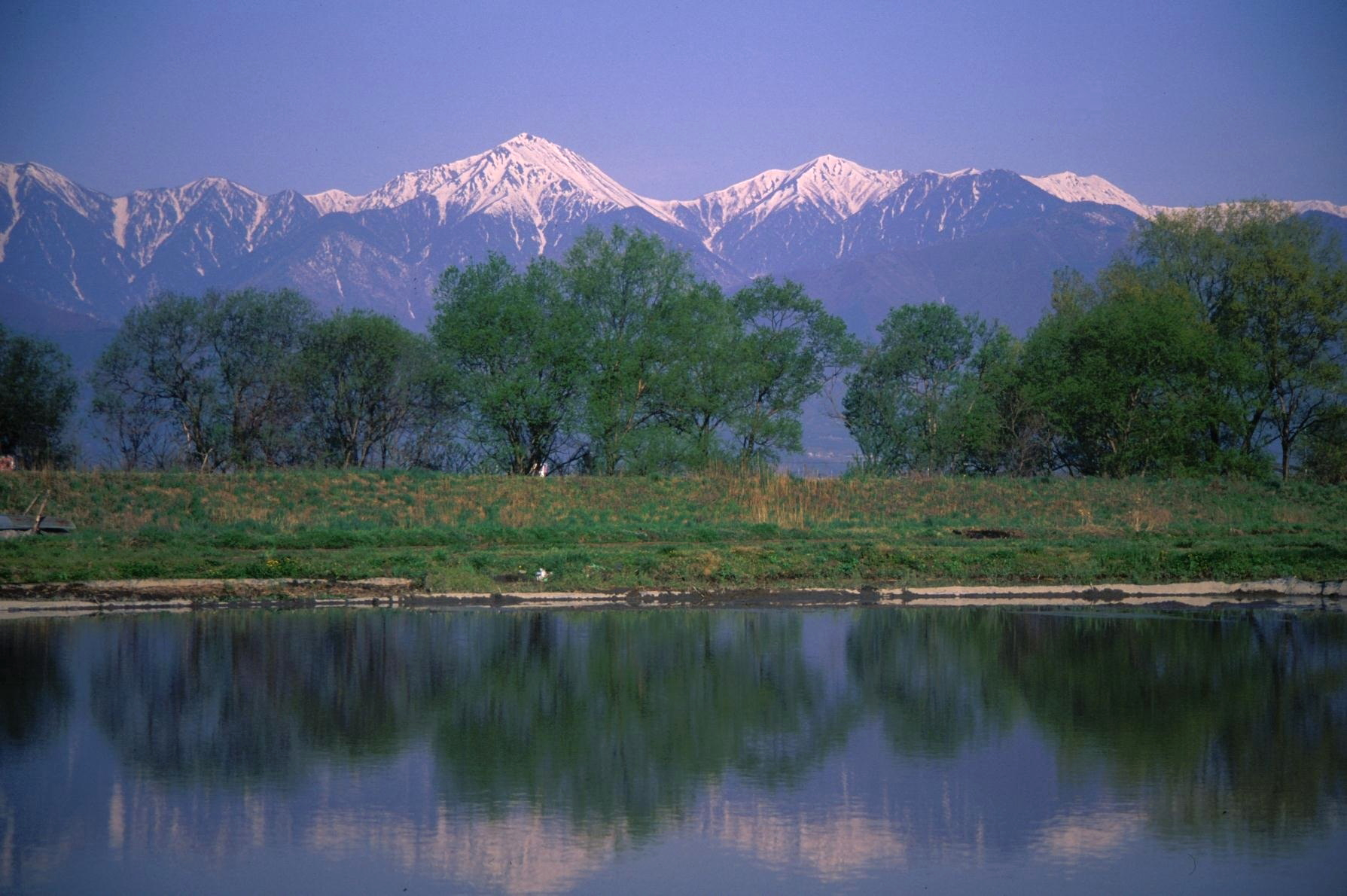
梓川右岸からの常念岳
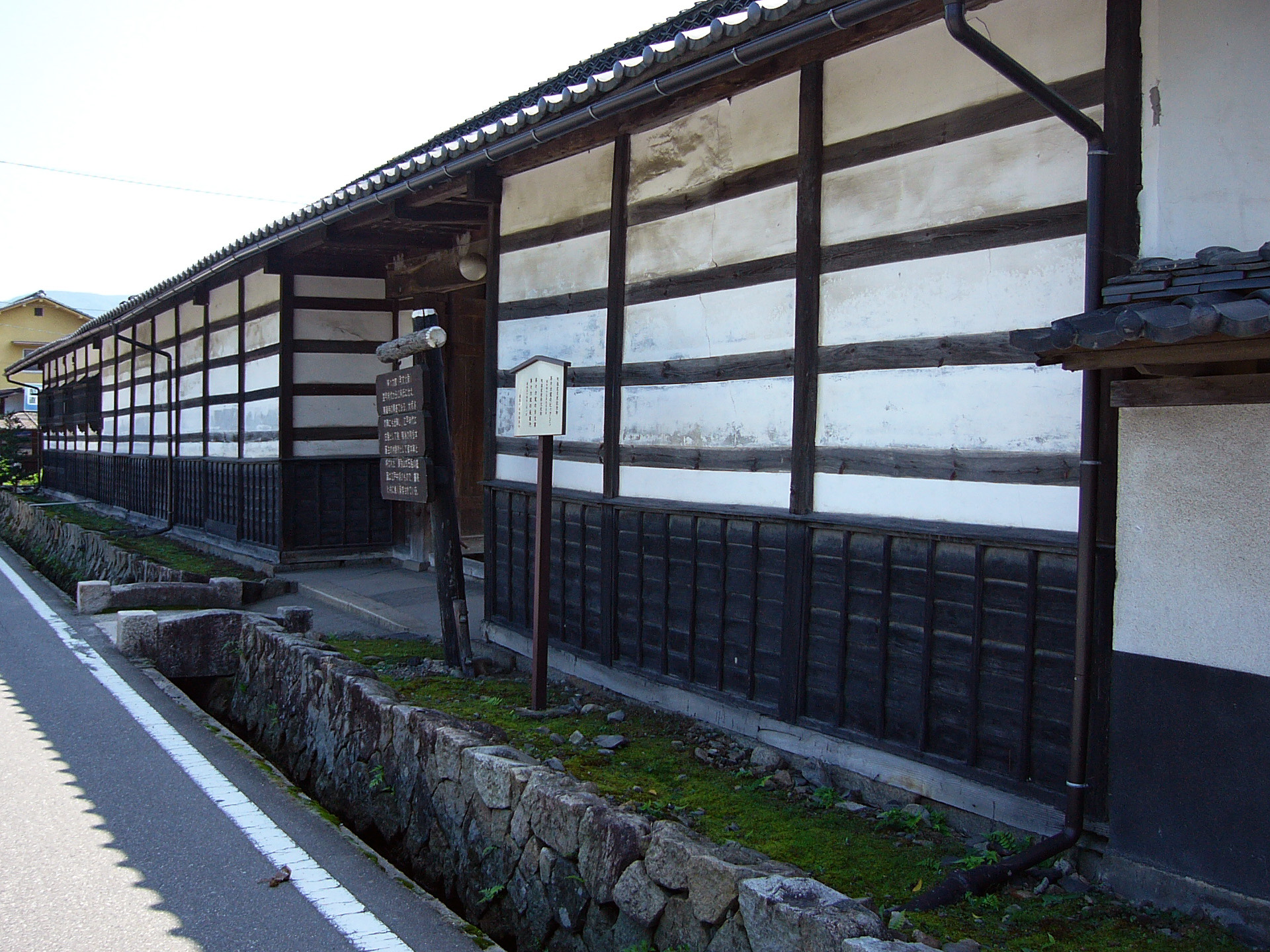
等々力家
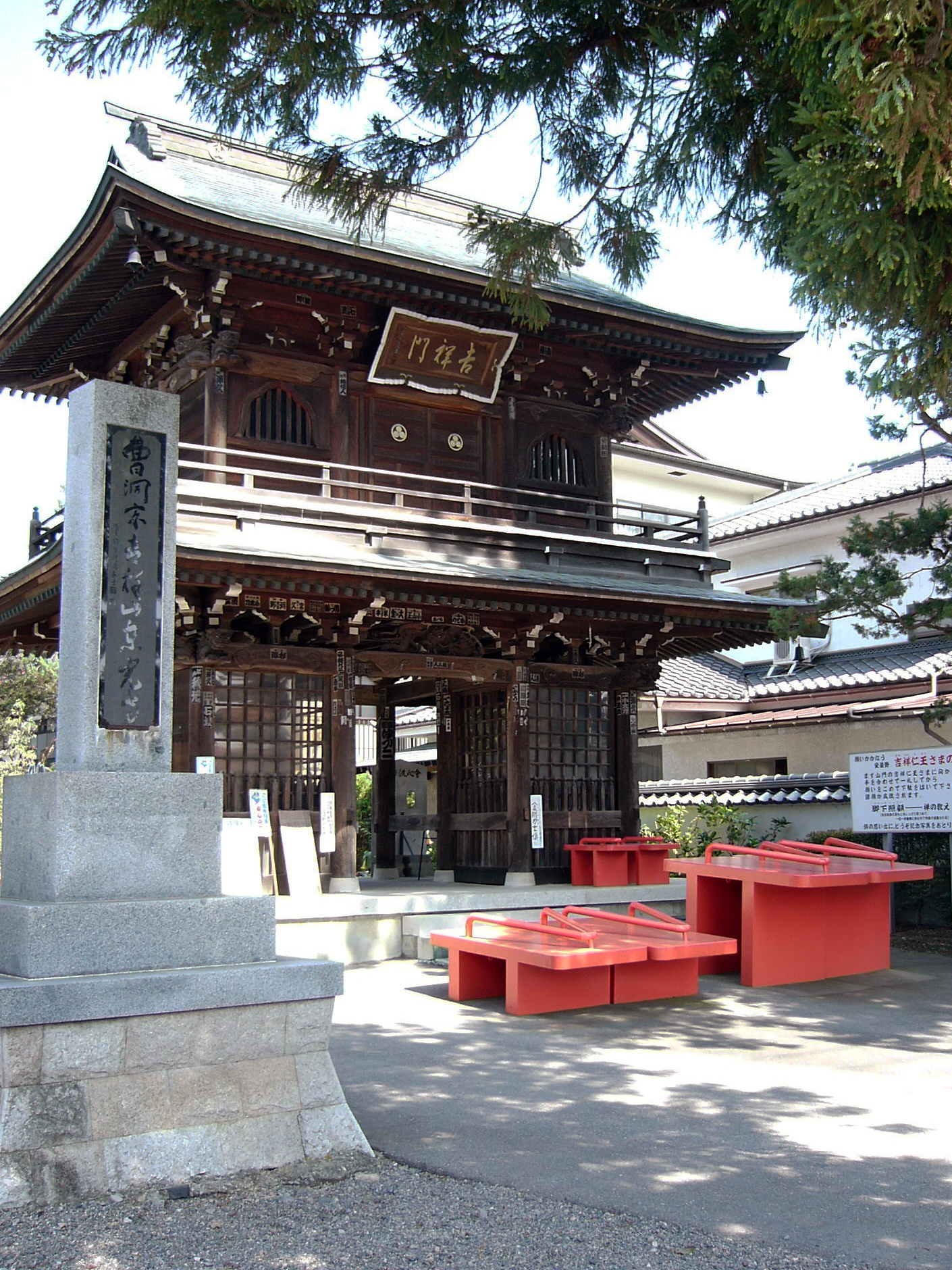
東光寺
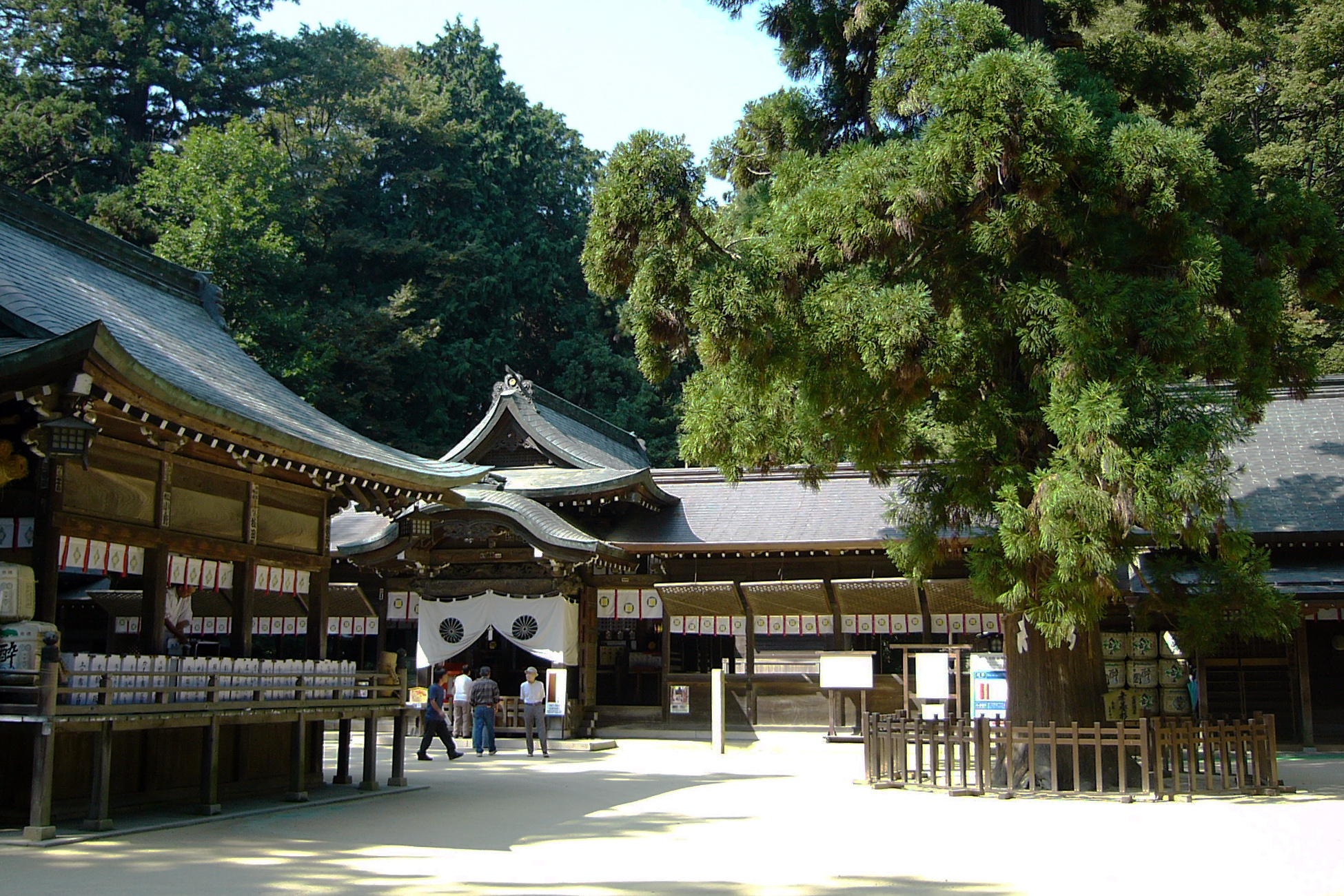
穂高神社
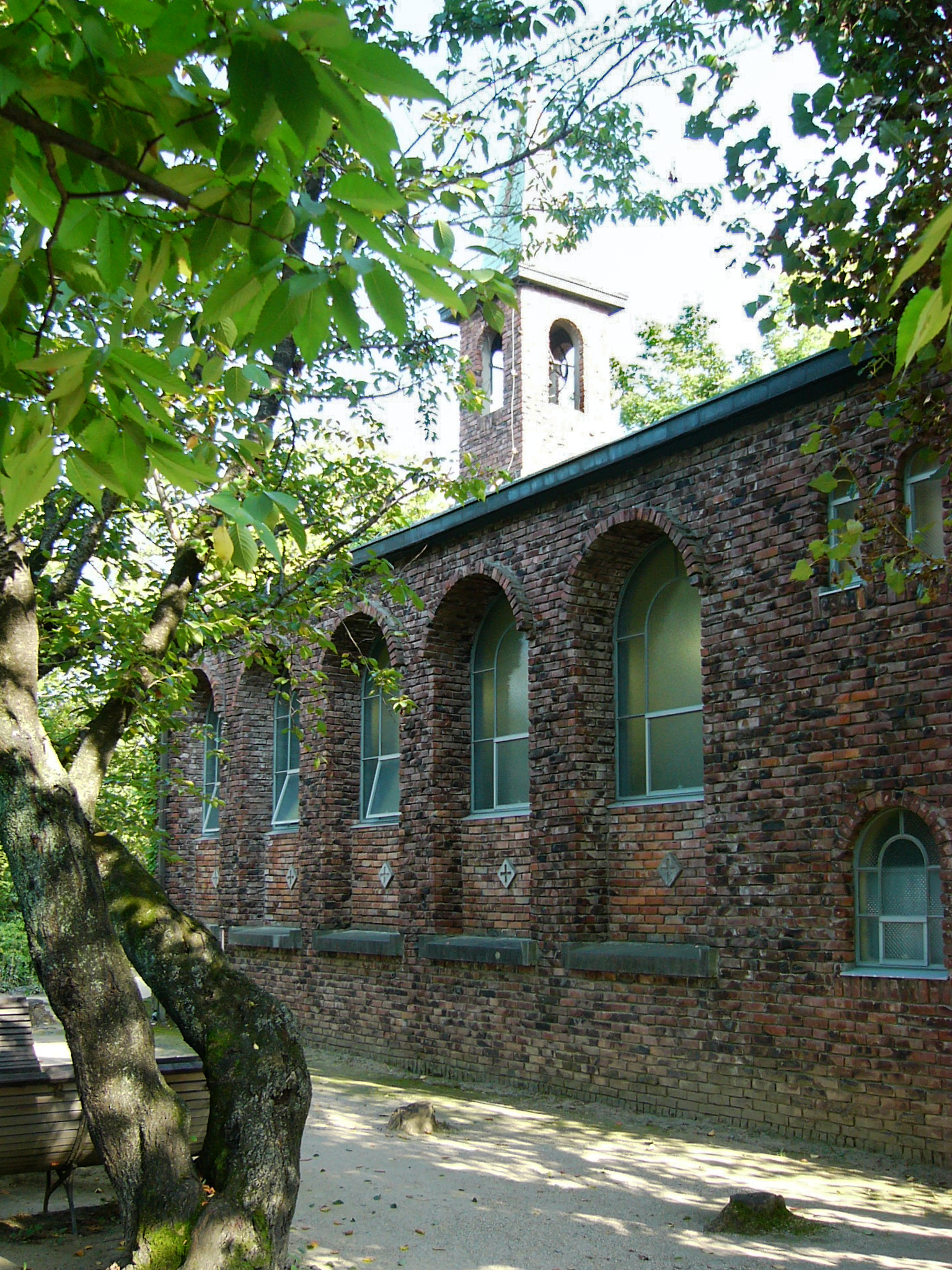
碌山美術館
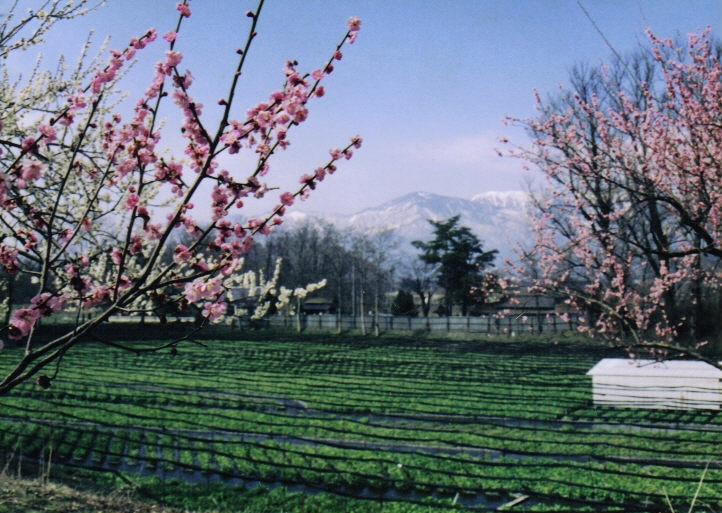
大王わさび農場から望む北アルプス
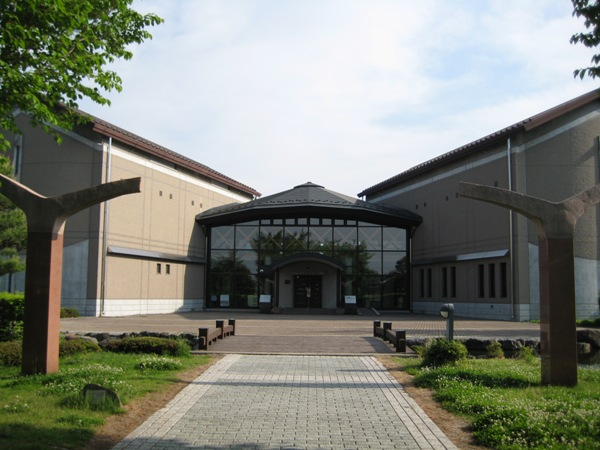
貞享義民記念館正面